# Musée d'Art et d'Histoire de Dreux
Pour les articles homonymes, voir Musée d'art et d'histoire.
Le musée d'art et d'histoire de Dreux est un musée municipal situé dans le centre historique de Dreux, ville du département français d'Eure-et-Loir en région Centre-Val de Loire.
Le musée bénéficie du label musée de France.

## Histoire

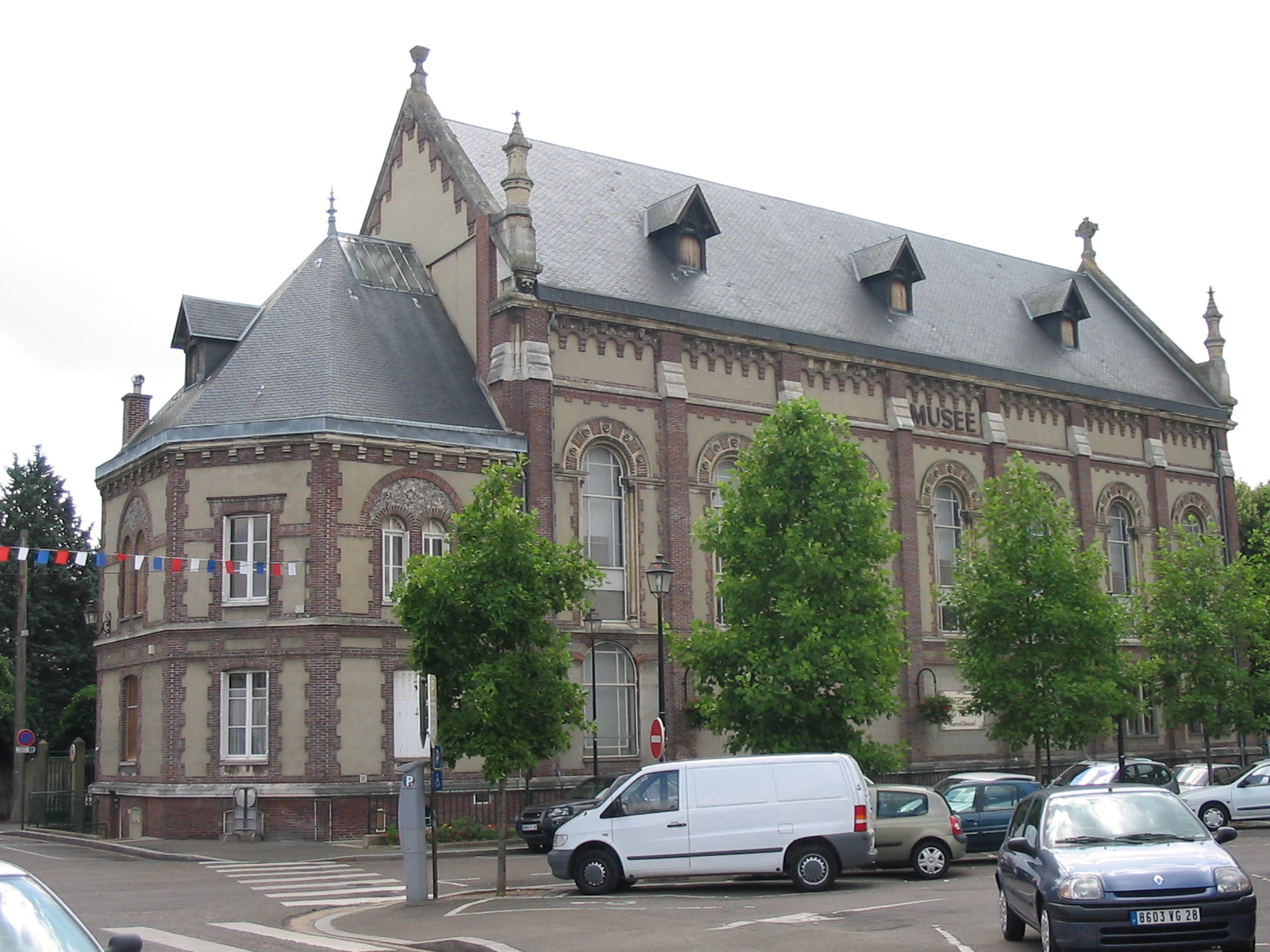
L'ancienne chapelle abritant le musée.

### Chapelle
La chapelle, de style néo-roman, est bâtie en 1895, en relation avec le pensionnat Saint-Pierre, aujourd'hui école Saint-Martin, dont elle est alors le lieu de culte jusqu'en 1905, le pensionnat étant fermé lors de la séparation de l'Église et de l'État. L'édifice est vendu en 1908 à la commune de Dreux.
La chapelle, ainsi que les bâtiments de l’ancien pensionnat Saint-Pierre et la crèche de Georges Beauniée, est partiellement inscrite (façades et toitures) en tant que monument historique en 2022.

### Musée
Après un réaménagement de l'ancien édifice religieux, le musée ouvre en 1950 sous l'égide de Maurice Viollette, maire de la ville, avec notamment la collaboration de Louis Gain. En 1977, le musée devient le musée Marcel Dessal, fondateur, puis conservateur jusqu'à sa mort.

## Collection permanente

### Peinture
La collection de peinture présente notamment :

#### XVIesiècle
- Marinus van Reymerswale (vers 1490 - vers 1546) :
  - La Méditation de saint Jérôme, peinture à l'huile sur bois, constituée de trois panneaux et d'un cadre en bois doré, 80 × 110 cm, provenant de l'église Saint-Pierre et déposé après sa restauration au musée,  Classé MH (1906)[4].

#### XVIIesiècle
- Anonyme
  - Bataille de Dreux - 1562, premier quart du XVIIe siècle ?, dépôt de la fondation Saint-Louis (inv. D2014.001.001).
- Lefebvre (?-?)
  - Portrait d’Antoine Godeau, huile sur toile, 95 × 82 cm (inv. 840.001.002)[5].

Peintures du XVIIe siècle
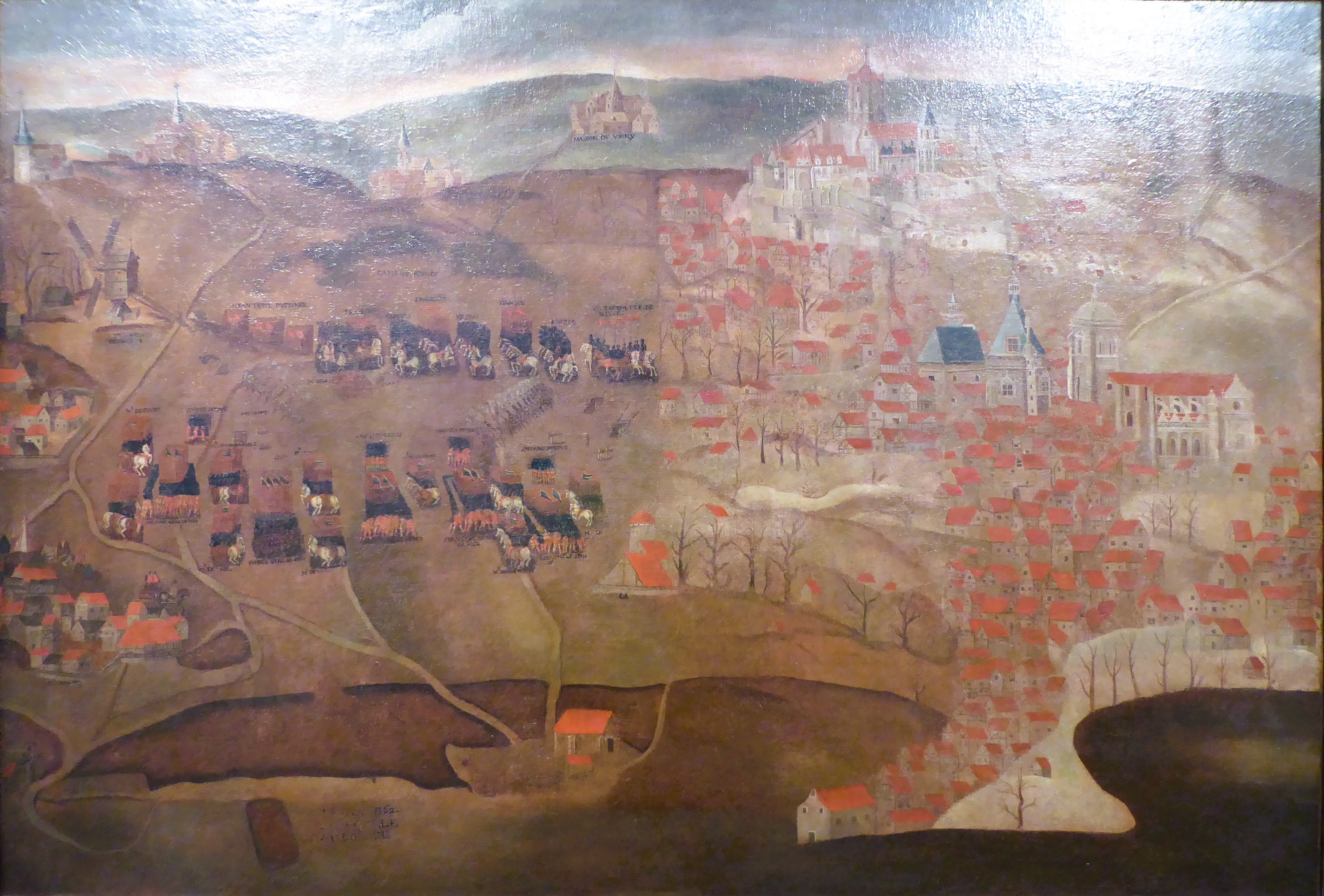
Bataille de Dreux - 1562, anonyme, 1er quart du XVIIe siècle (?).
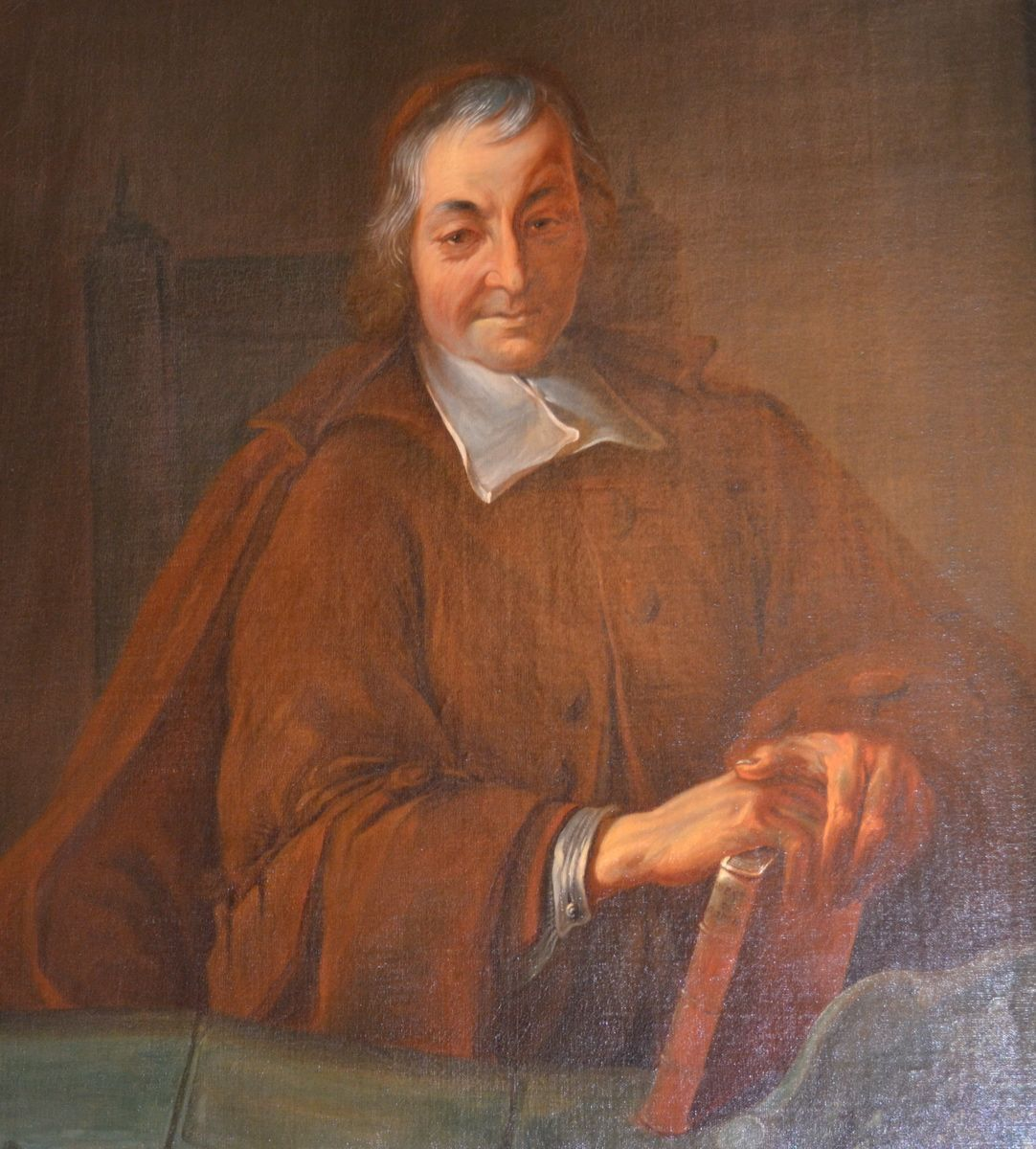
Portrait d’Antoine Godeau, Lefebvre.

#### XVIIIesiècle
- Anonyme (fin XVIIIe siècle) : 
  - Portrait du duc de Penthièvre (1725-1793) (grand-père maternel de Louis-Philippe), huile sur toile, don de la Société des amis du musée, des archives et de la bibliothèque (inv. 2009.1.1).
- Balthasar van den Bossche (en), école flamande (Voir sur Wikidata)
  - L'Atelier du peintre, huile sur toile, 71 × 57 cm, don Roger Martin, 1951(inv. 951.010.015) ;
  - L'Atelier du sculpteur, huile sur toile, 71 × 59 cm, don Roger Martin, 1951(inv. 951.010.016).
- Marie Parrocel (1743-1824), dont deux œuvres proviennent de la chapelle de l'hôtel-Dieu de Dreux :
  - Madeleine repentante, huile sur toile, 1769, (inv. 950.002.001)[6] ; « cette œuvre fait partie d’un lot de 11 tableaux qui se trouvaient dans la chapelle de l’Hôtel-Dieu de Dreux avant qu’elle soit fermée au culte. Sept tableaux ont été affectés au Musée et quatre ont été mis en dépôt à l’Église Saint-Pierre »[7] ;
  - Saint Jean Baptiste, huile sur toile (inv. 950.002.002).

Peintures du XVIIIe siècle
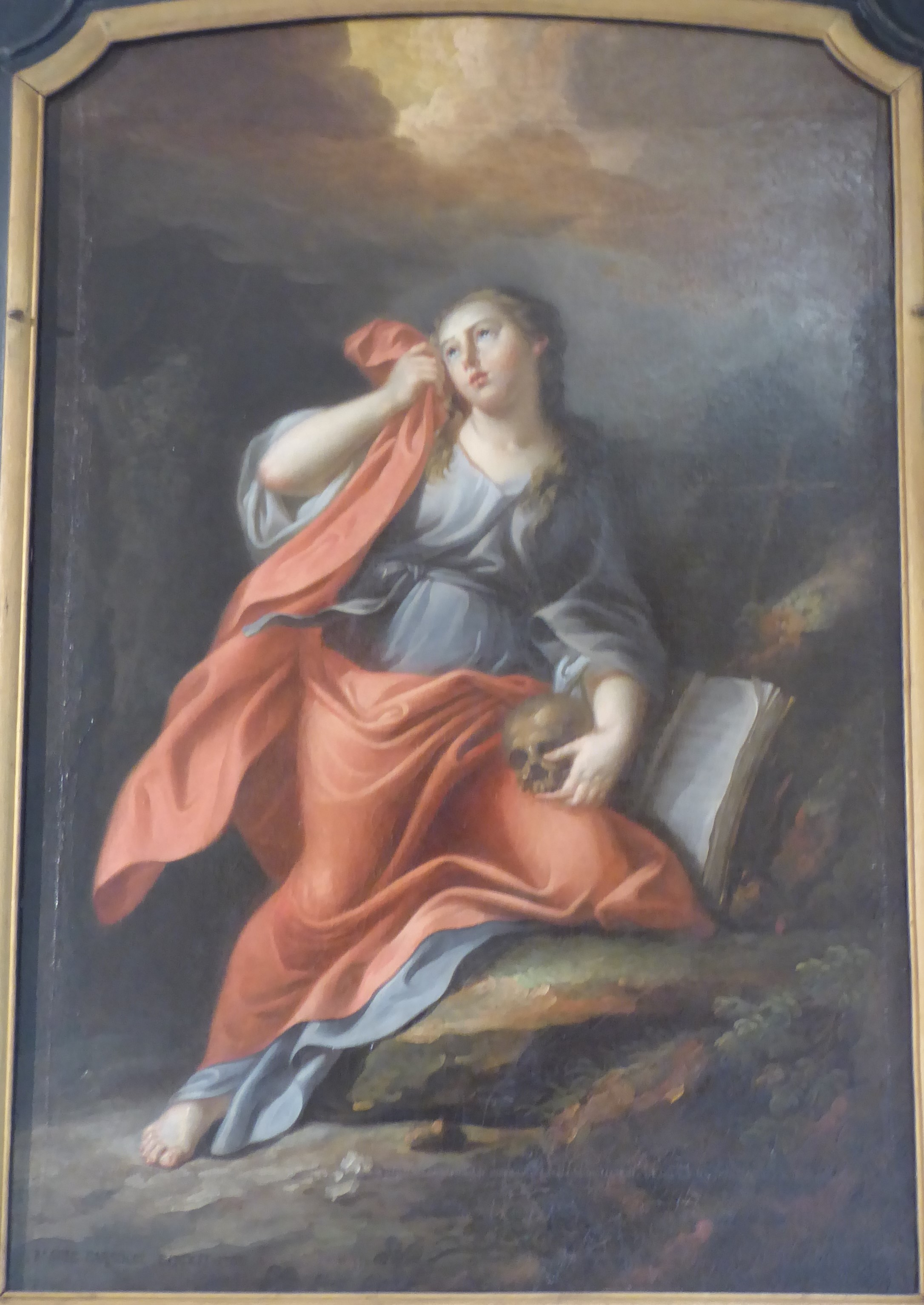
Madeleine repentante, Marie Parrocel, 1769.
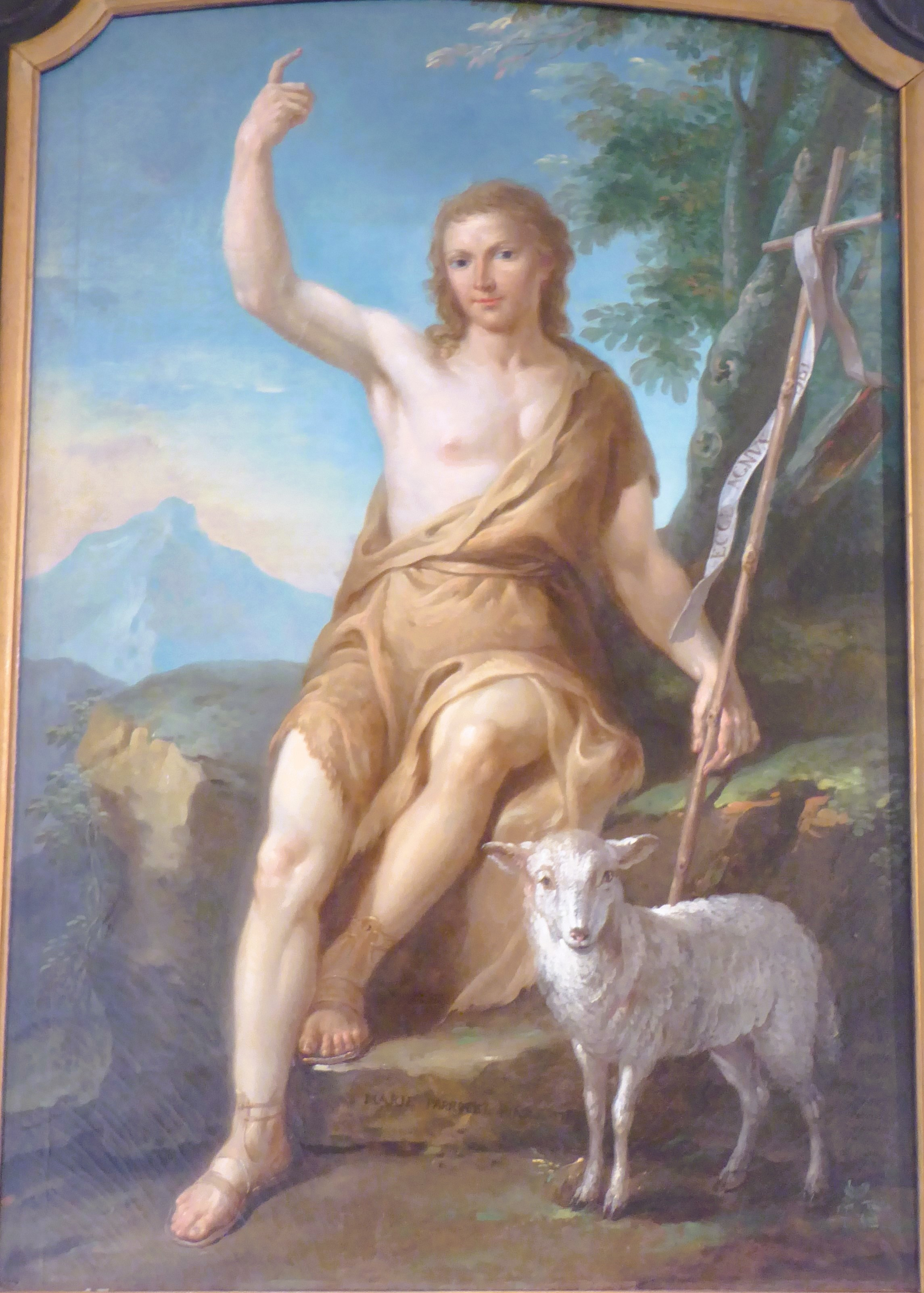
Saint Jean Baptiste, Marie Parrocel.
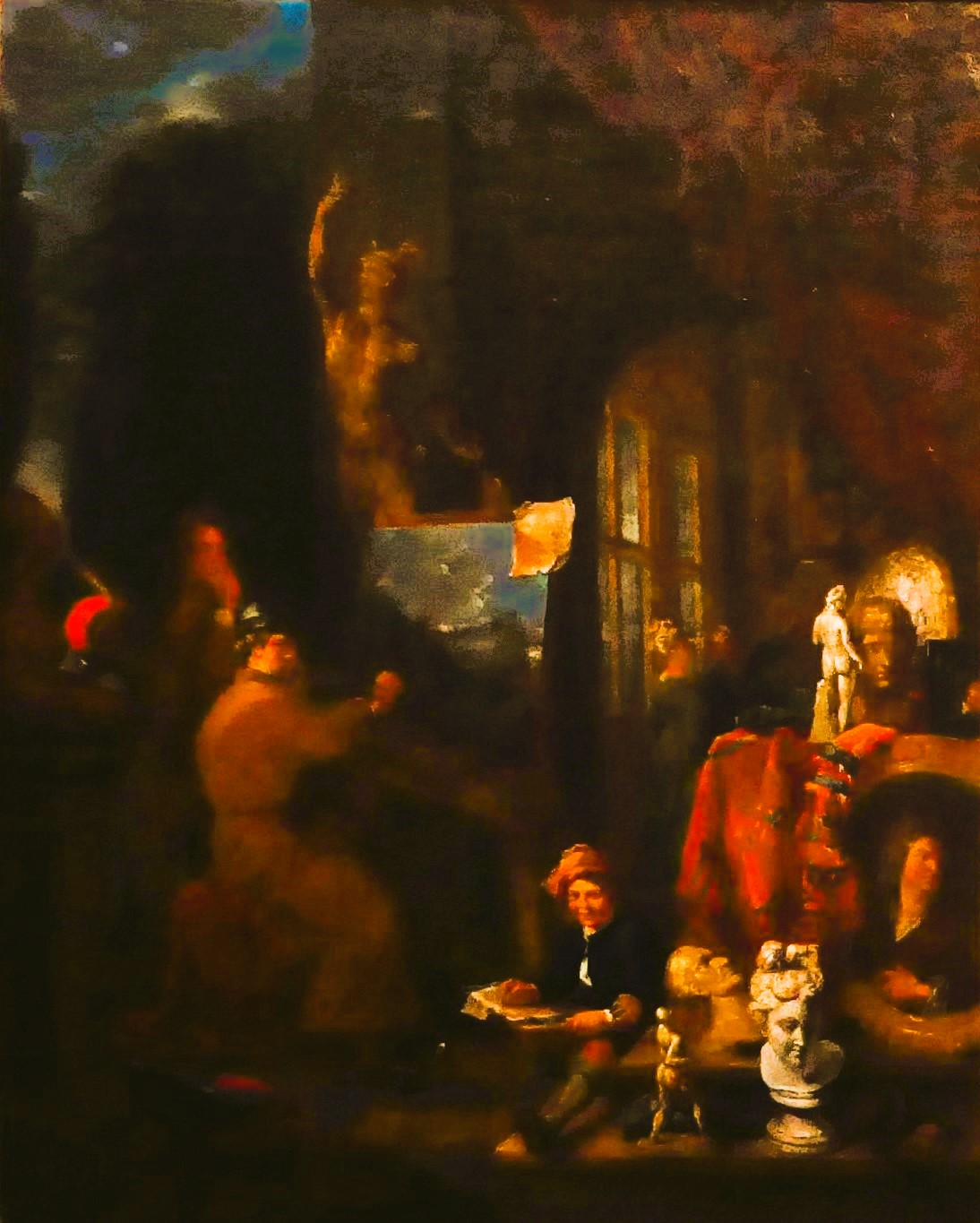
L'Atelier du peintre, Balthasar van den Bossche.
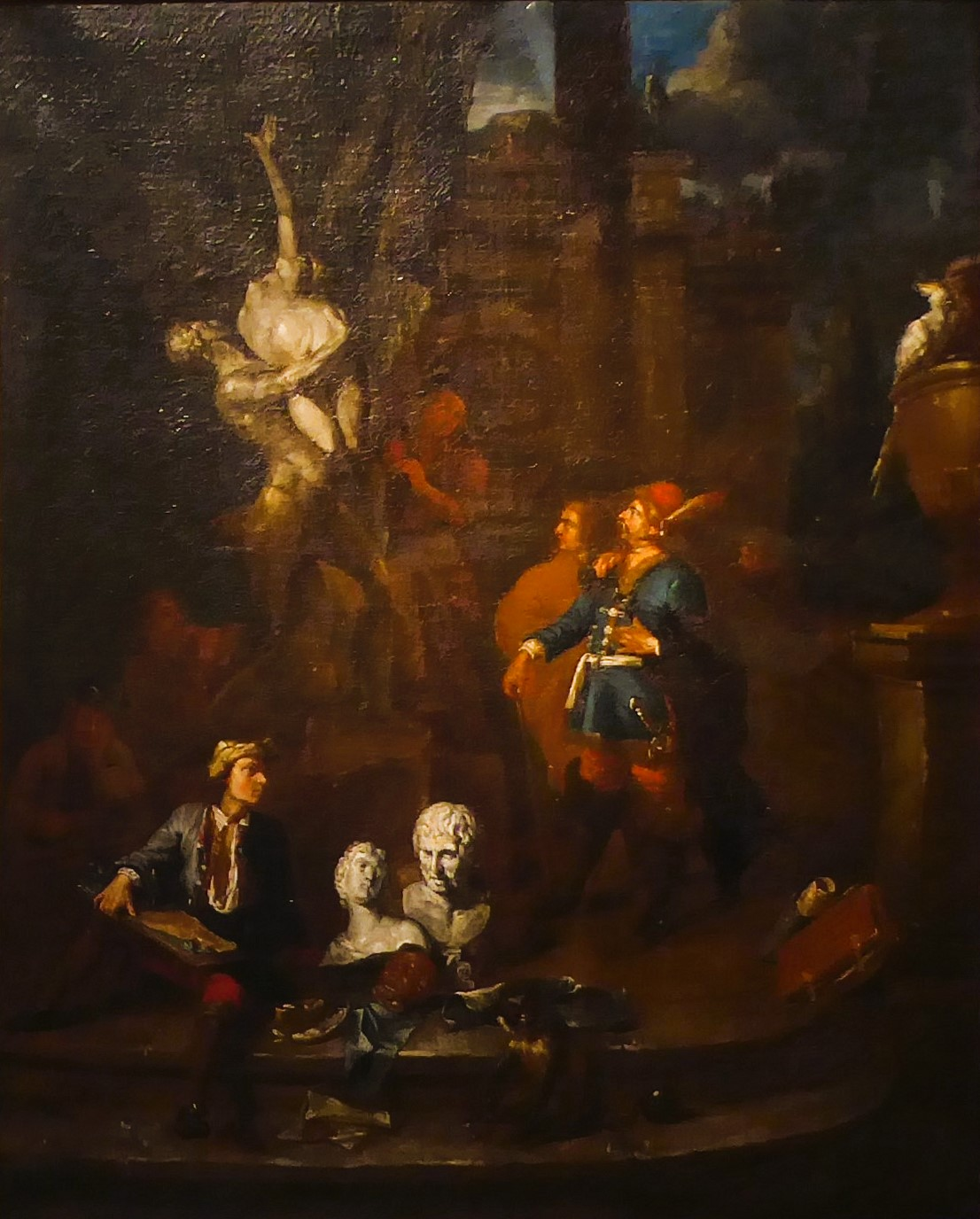
L'Atelier du sculpteur, Balthasar van den Bossche.
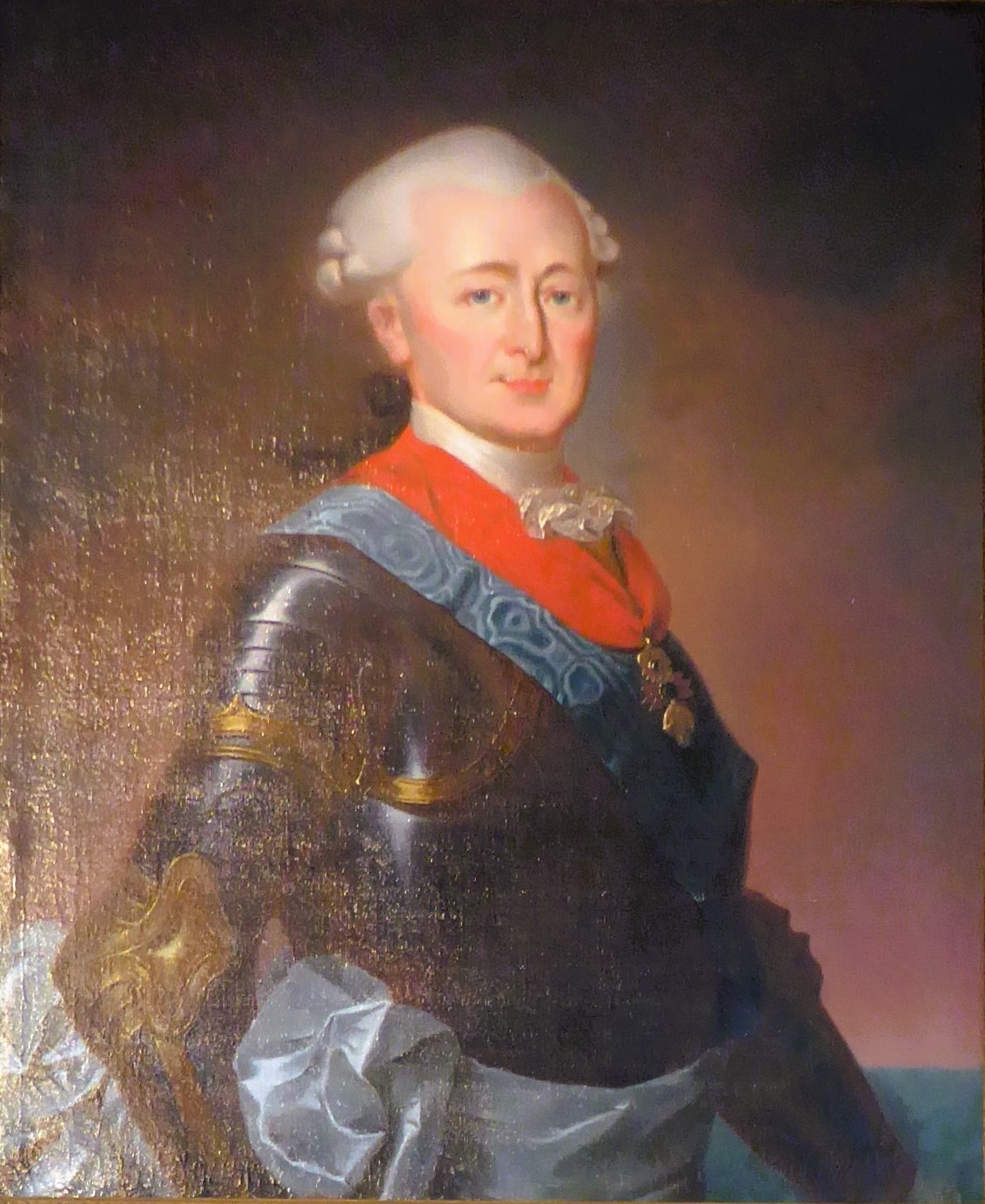
Duc de Penthièvre, anonyme (fin XVIIIe siècle).

#### XIXesiècle
- Auguste de Châtillon (1808-1881) :
  - Louise-Marie-Adélaïde de Bourbon, duchesse d'0rléans (fille du duc de Penthièvre et mère de Louis-Philippe), huile sur toile, 96,2 × 71,8 cm, dépôt du musée du château de Versailles, 1952 (inv. D952.010.001)[8].
- François-Hippolyte Debon (1807-1872) :
  - Le Siège de La Rochelle, 1863, l'inscription sur la plaque au bas du tableau mentionne : « Clément Métezeau (né à Dreux) architecte du Roi Louis XIII montre au cardinal de Richelieu, au maréchal de Schomberg et au maréchal de Bassompierre les plans de la digue de La Rochelle. H. Debon Pxit. Donné par Monsieur La Mésange ancien maire de Dreux »[9] ;
  - L'Hôtel de Rambouillet, huile sur toile, l'inscription sur la plaque au bas du tableau mentionne : « Antoine Godeau (né à Dreux), évêque de Grasse et de Vence, l'un des premiers de l'Académie Française, fait une lecture dans le salon bleu. H. Debon Pxit. Donné par Monsieur La Mésange, ancien maire de Dreux. » (inv. 863.001.002).
- François-Xavier Dupré (1803-1871) :
  -  Portrait de Louis-Philippe, duc d'Orléans, dit Louis-le-Gros  (1725-1785) (grand-père de Louis-Philippe), huile sur toile, 73 × 68 cm, dépôt du musée du château de Versailles, 1952 (inv. D952.006.001)[10].
- Jean-Pierre Franque (1774-1860) :
  - Portrait de Louis-Philippe-Joseph d'Orléans dit Philippe-Égalité (père de Louis-Philippe), huile sur toile, diamètre 69 cm, commandé par Louis-Philippe pour le musée historique de Versailles en 1839, dépôt du musée du château de Versailles, 1952 (inv. D952.007.001)[11] ;
  - Henri IV, roi de France et de Navarre, huile, 127 × 104 cm, copie d'après un original de l'atelier de Frans Pourbus le Jeune conservé au musée du Louvre (inv. 1708), (inv. D 952.1.4).
- Nicolas Gosse (1787-1878) :
  - Portrait de Louis-Philippe à cheval, huile sur toile, 1831 (inv. 965.002.001).
- François Marius Granet (1775-1849) :
  - Vue intérieure de l'église du couvent de San Benedetto, près Subiaco, huile sur toile, 1810, Salon de 1819, dépôt du FNAC (inv. D952.005.001) (Voir sur Wikidata).
- Jean-Marie Oscar Gué (1809-1877), esquisses des glaces peintes de la chapelle royale de Dreux (collection Louis-Philippe) :
  - Jésus livré aux juifs ou Ecce Homo, huile, 32 × 28 cm (inv. D 875.1.1)[12] ;
  - Le baiser de Judas, huile, 32 × 28 cm (inv. D 875.1.4)[13] ;
  - Jésus portant sa croix, huile, 32 × 28 cm (inv. D 875.1.3)[14] ;
  - Les Saintes femmes au tombeau, huile, 43 × 39 cm (inv. D 875.1.5)[15] ;
  - Jésus devant Caïphe, huile, 32 × 28 cm (inv. D 875.1.2)[16].
- Félix Armand Marie Jobbé-Duval (1821-1889) :
  - La Toilette de la fiancée, huile sur toile, dépôt du FNAC (inv. D952.014.001).
- Nicolas Kellin (1789-1858) (Voir sur Wikidata) :
  - Vue de la ville de Dreux, aquarelle, Ire moitié du XIXe siècle, collection documentaire (Voir sur Wikidata).
- Georges Moreau de Tours (1848-1901) :
  - Ophélie, huile, 38 × 46 cm, 1881, legs Roger Martin (inv. 962.3.17)[17].
- Charles Müller (1815-1892) :
  - Madame, Mère de l'Empereur, 1822 (Laetitia, mère de Napoléon Bonaparte), huile sur toile, vers 1860[18].
- Louis-Joseph Noyal (1805-1846) (attribution), d'après François Gérard :
  - Louis-Philippe, roi des Français, prête serment sur la charte, huile sur toile, vers 1833, dépôt de l’État (inv. D952.13.1).
- Pierre Justin Ouvrié (1806-1879) :
  - La rue Porte Chartraine, aquarelle, 24 × 18 cm[19].
- Georges-Antoine Rochegrosse (1859-1938) :
  - Salambô et les Colombes, huile sur toile, vers 1895, don Flageolet (inv. 957.003.001)[20].
- Guillaume-Frédéric Ronmy (1786-1854) :
  - Scène de brigandage, huile sur toile, 63,5 × 84,5 cm, 1826[21].
- Octave Tassaert (1800-1874) :
  - Philippe de la Clite, seigneur des Commynes (1445-1509), huile, 72 × 56 cm, 1835, copie d'après un original conservé au château de Beauregard et commandé par Louis-Philippe pour le musée historique de Versailles (inv. D 952.8.1)[22].
- Horace Vernet (1789-1863) :
  - Le duc de Nemours et le duc d'Aumale à cheval (fils de Louis-Philippe), huile sur toile, 1846 (inv. 997.004.001).
- Adolphe Viollet-le-Duc (1817-1878) (Voir sur Wikidata) :
  - La Vallée de Jouy-en-Josas, huile sur toile, 1874, don de l’État (inv. D874.001.001)[23].

Peintures du XIXe siècle
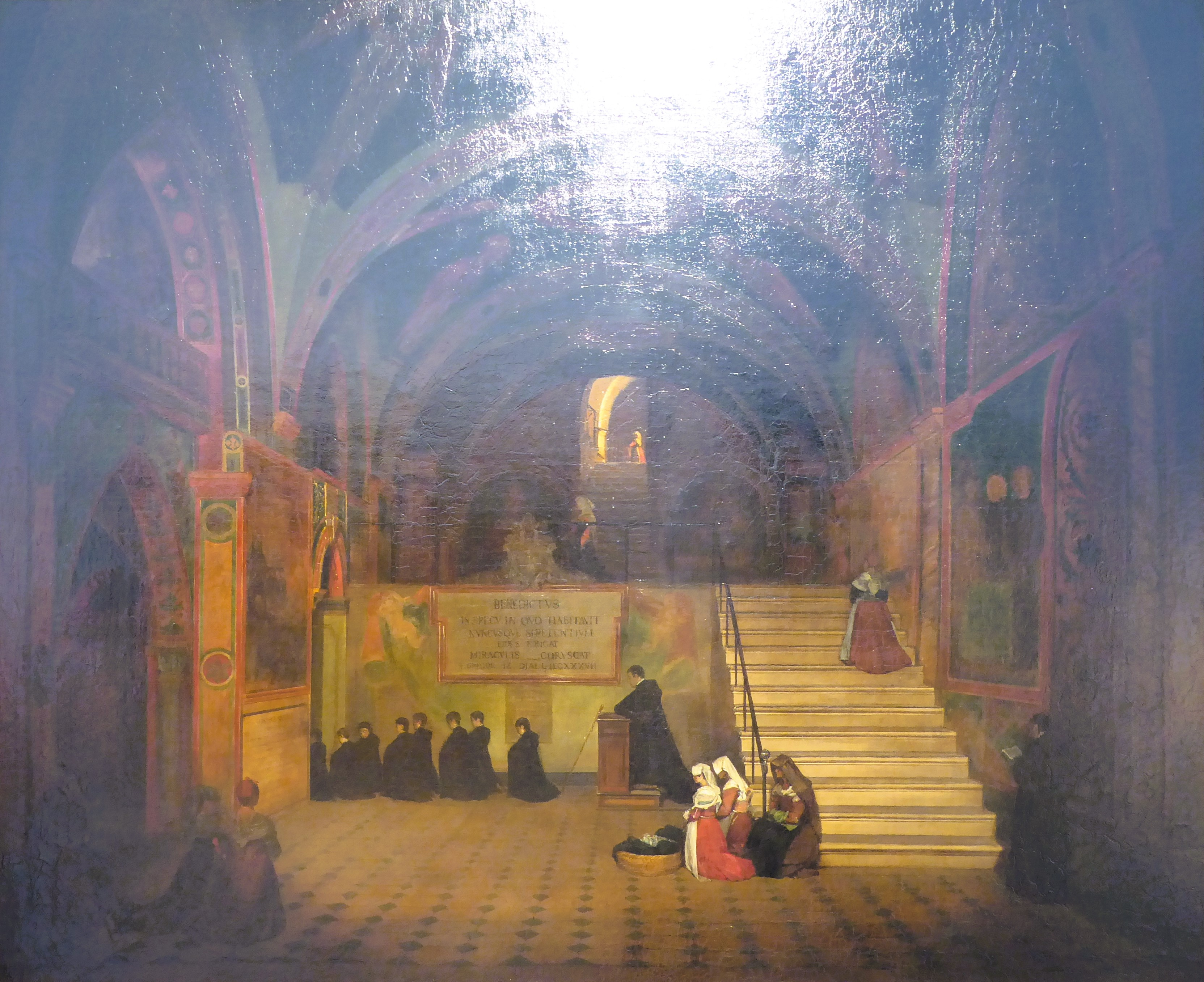
Vue intérieure de l'église du couvent de San Benedetto, près Subiaco, 1810, Granet.
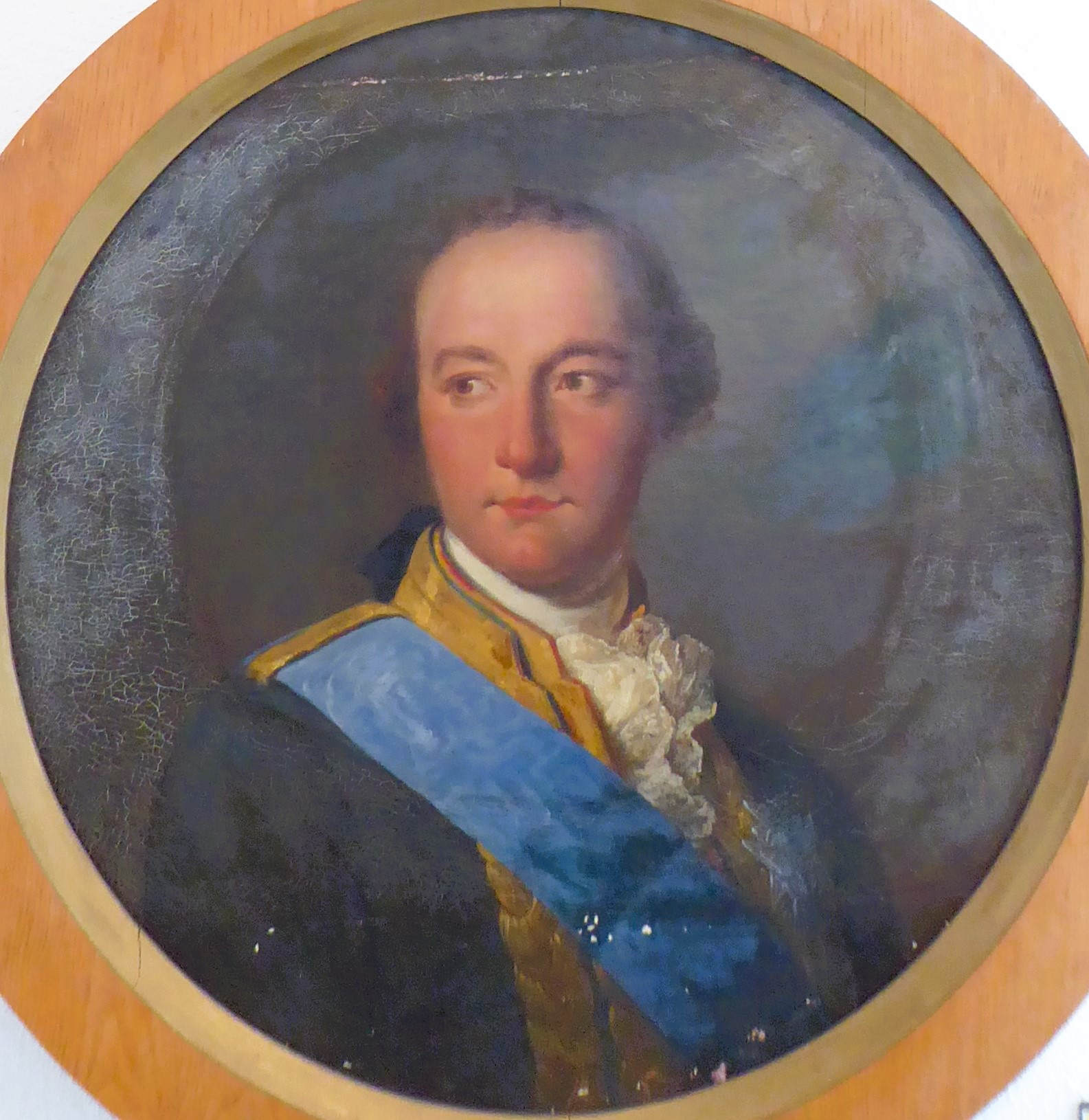
Portrait de Philippe Égalité, 1839, Jean-Pierre Franque.
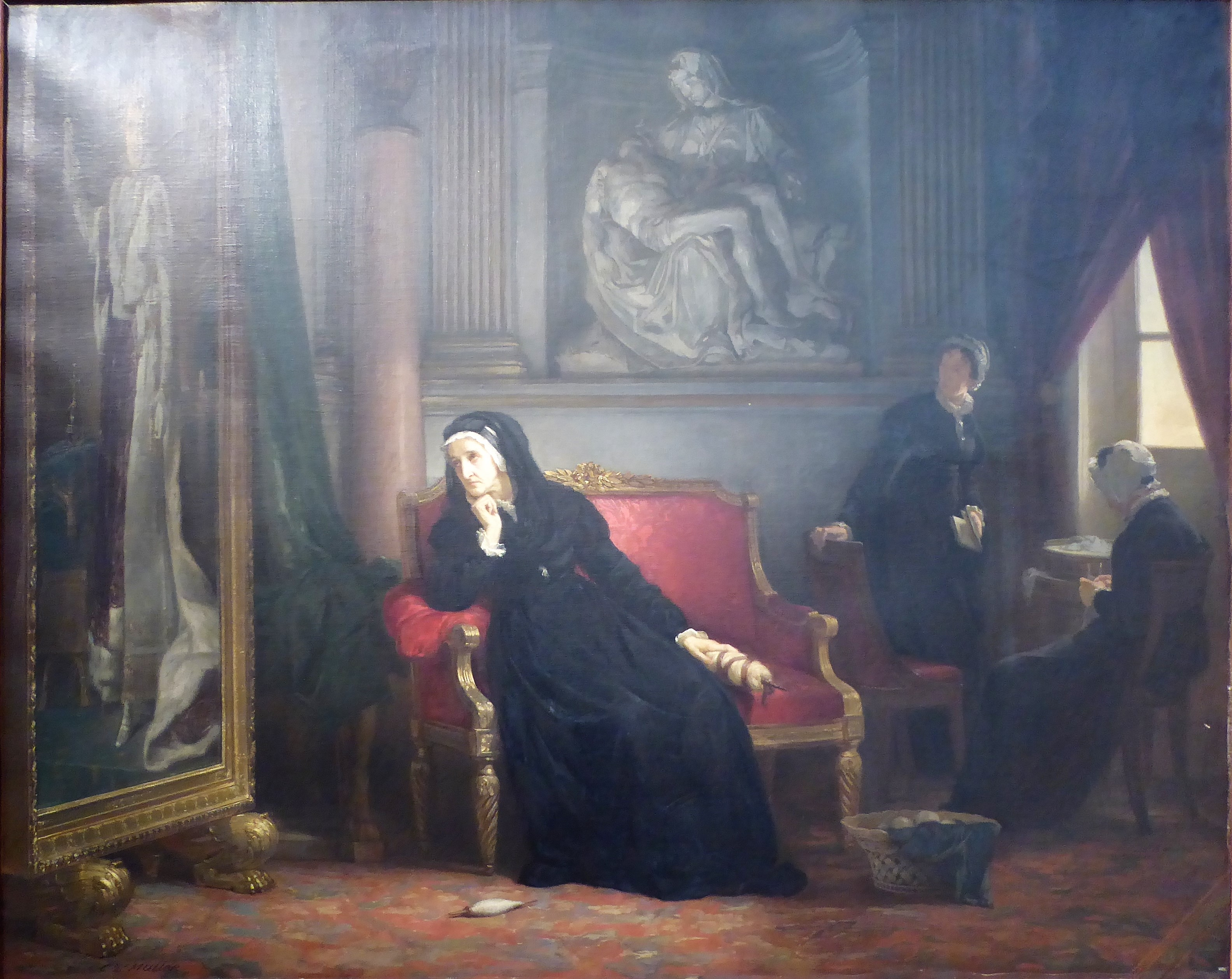
Madame Mère, 1822, Charles-Louis Lucien Müller, 1860.
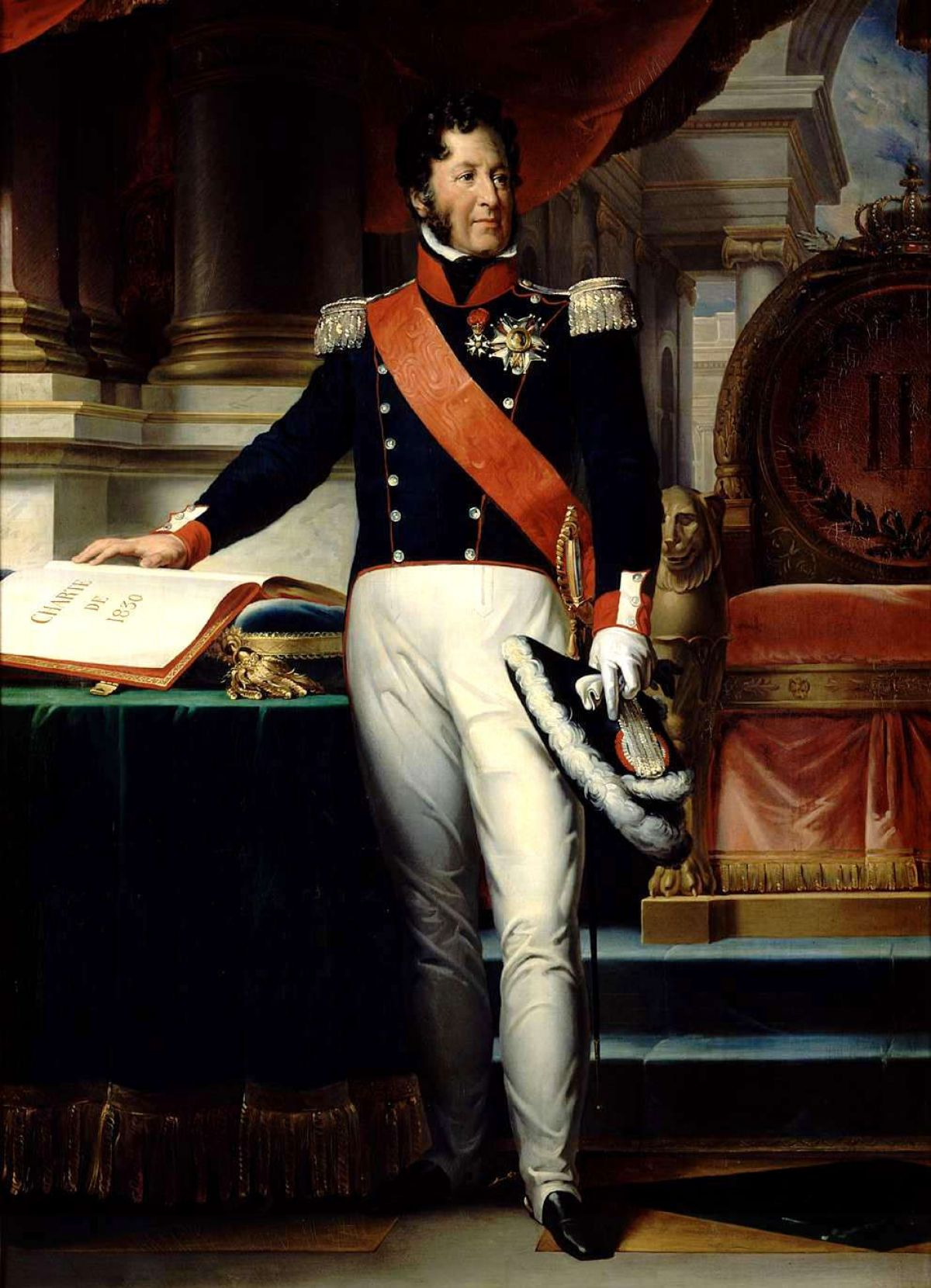
Portrait en pied de Louis-Philippe, Noyal, vers 1833.
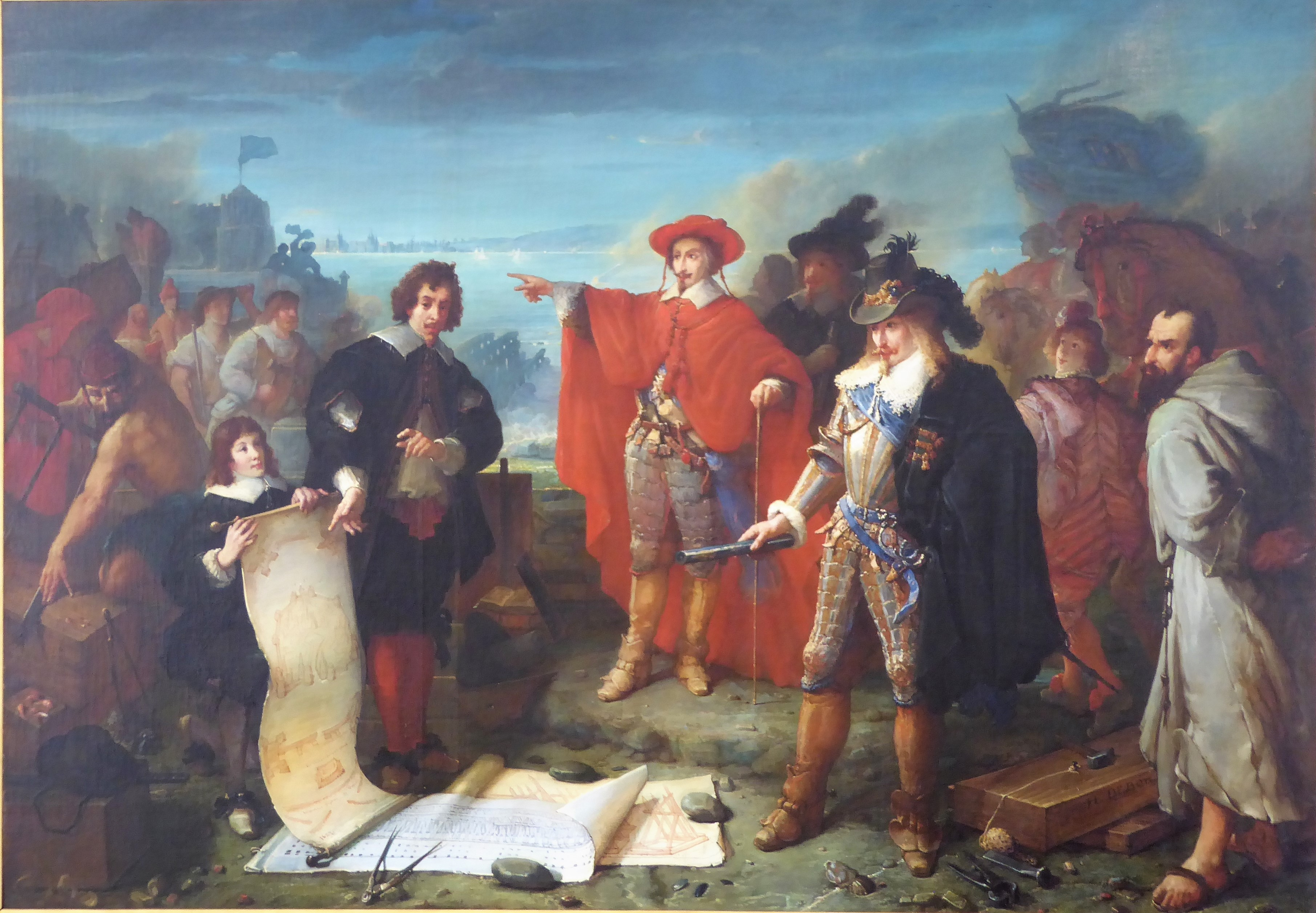
Le siège de La Rochelle, François-Hippolyte Debon, 1863.
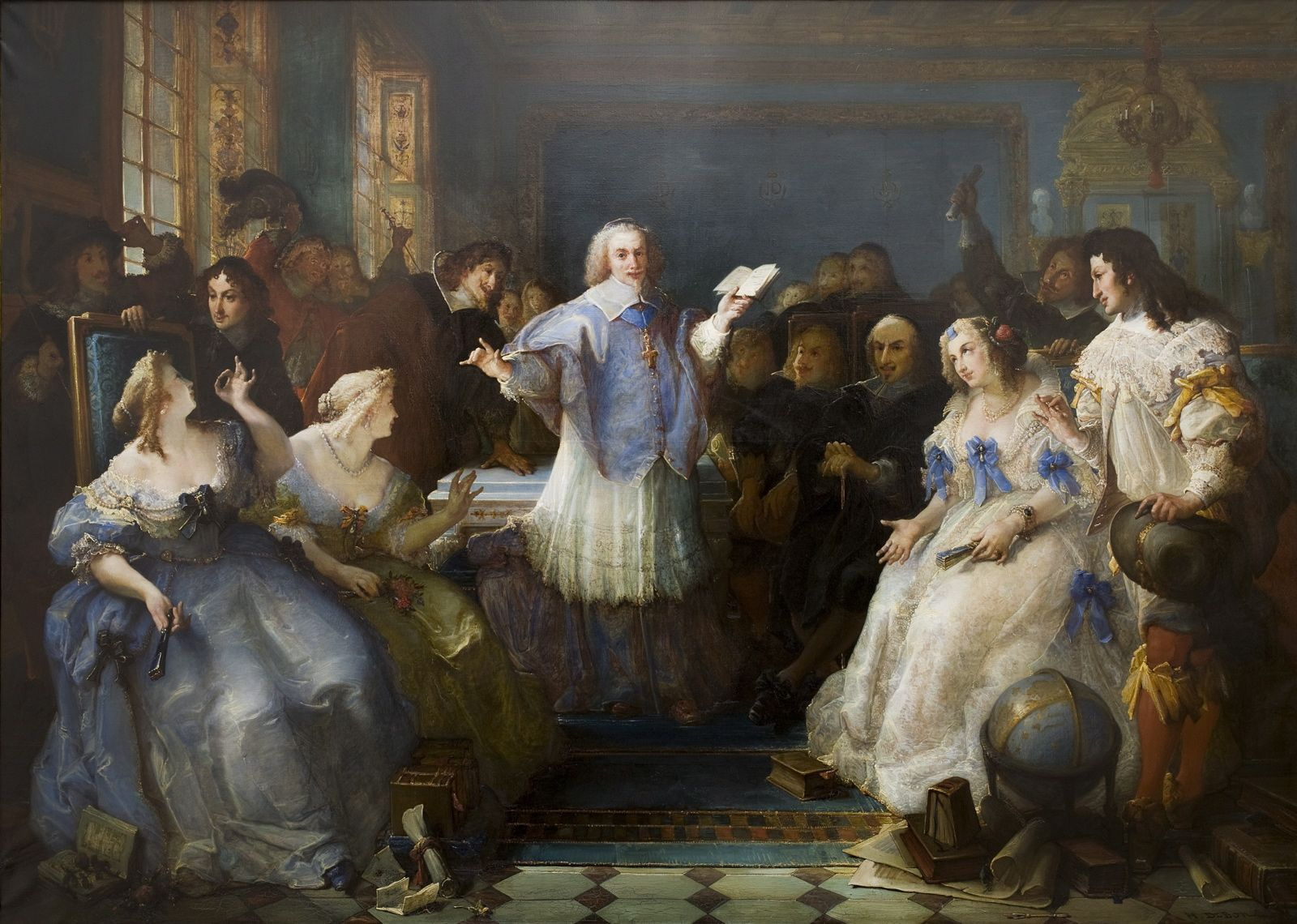
L'Hôtel de Rambouillet, François-Hippolyte Debon.
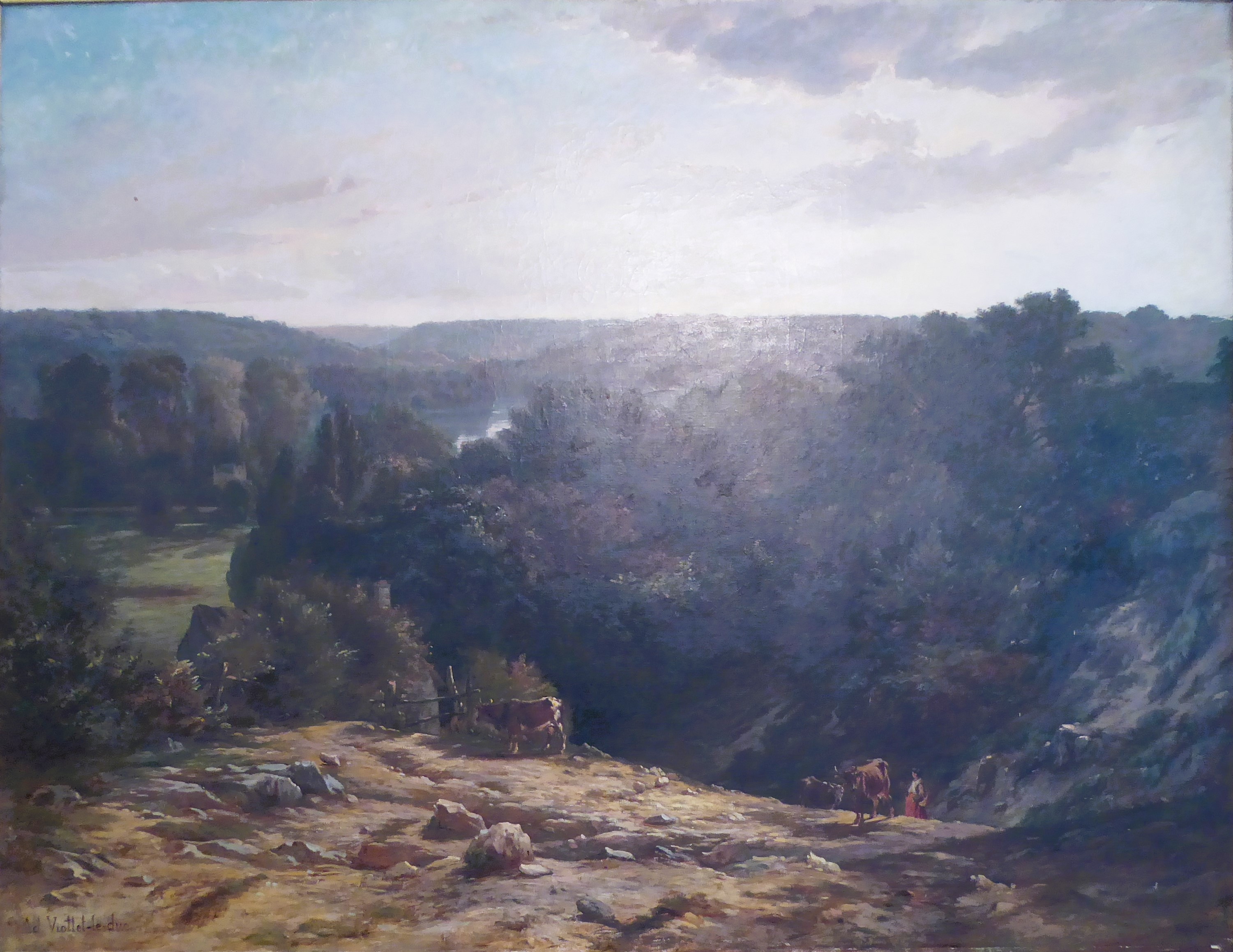
La vallée de Jouy-en-Josas, Adolphe Viollet-le-Duc, 1874.
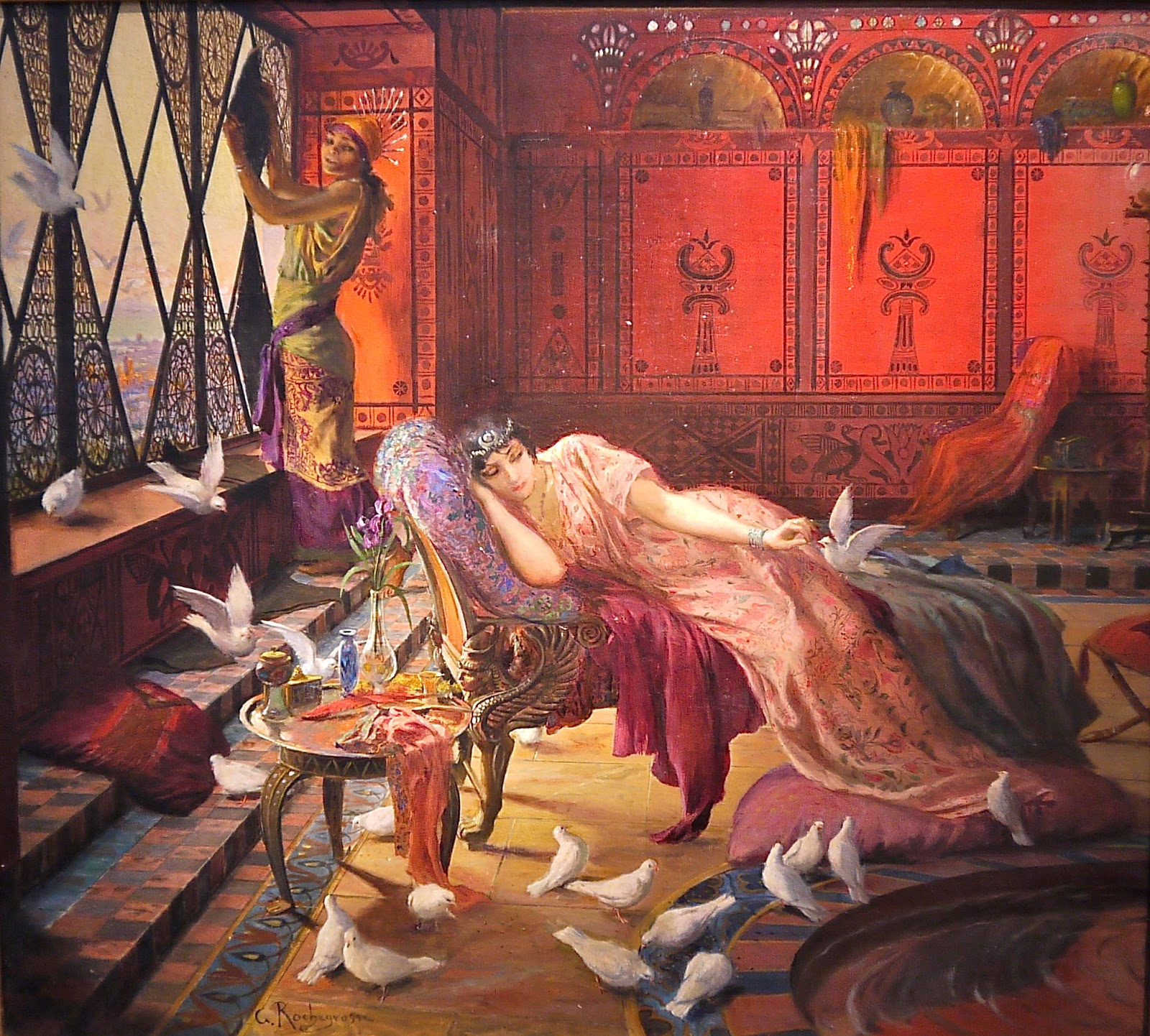
Salambô et les Colombes, Georges-Antoine Rochegrosse, vers 1895.
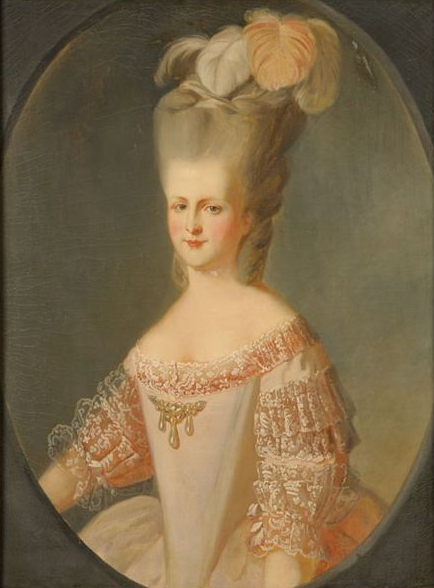
L-M. Adélaïde de Bourbon, de Châtillon.
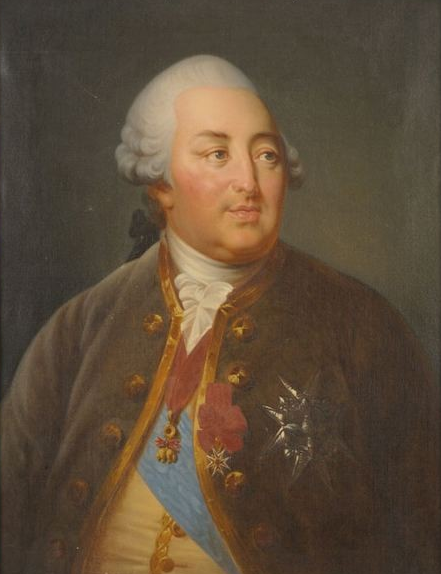
Louis-Philippe d'Orléans, F.-X. Dupré.
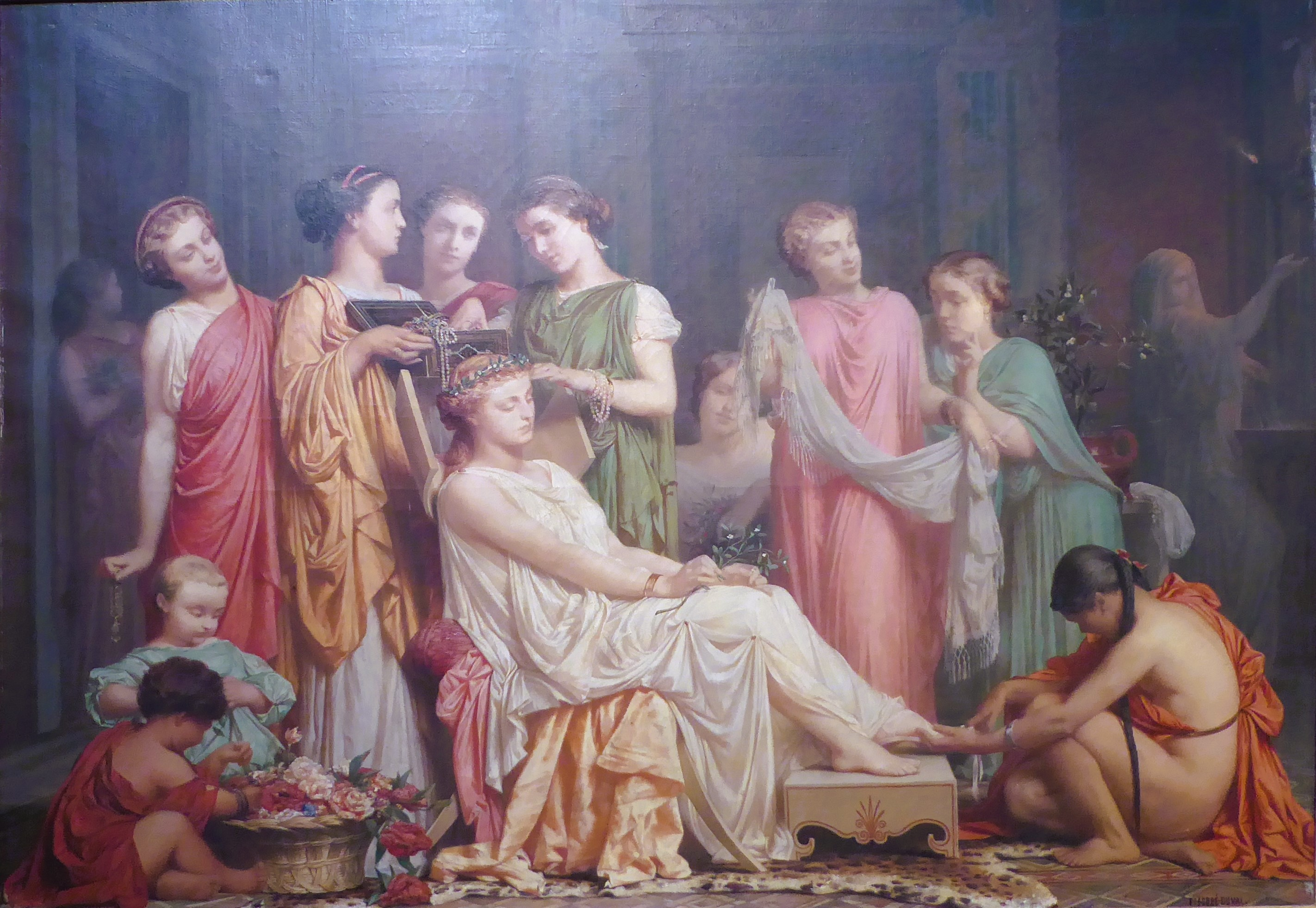
La Toilette de la fiancée, Félix Armand Marie Jobbé-Duval.
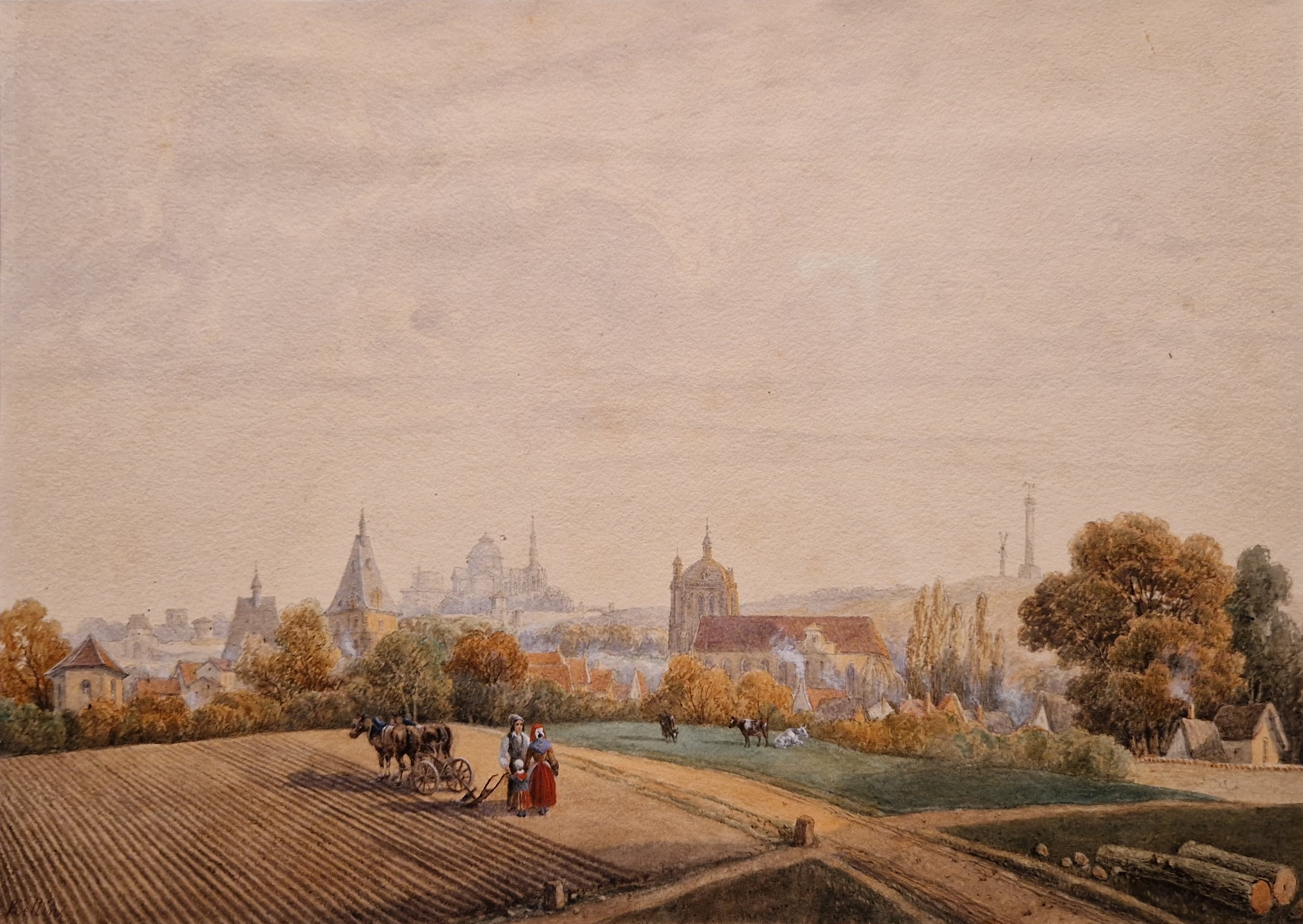
Vue de la ville de Dreux, 1re moitié du XIXe siècle, Nicolas Kellin.

#### XXesiècle
- Alexandre Altmann (1878-1932) :
  - Le Pont de Billancourt, huile sur toile, 1914, envoi de l’État (inv. D914.1.1).
- Fernand Herbo (1905-1995) :
  - Dreux, la place Métézeau un jour de marché, huile sur toile, 90 × 100 cm, 1935[24].
- Paul Madeline (1863-1920) :
  - Paysage, huile sur toile, 55 × 65 cm, legs de Marie Gain, 1972 (inv. D972.006.010)[25].
- Claude Monet (1840-1926) :
  - Étude de glycine, 1919-1920, don en 1964 de Michel Monet, second fils du peintre résidant à Sorel-Moussel, en souvenir de sa femme, Gabrielle Bonaventure[26].
- Pierre Eugène Montézin (1874-1946) :
  - Fenaison en Normandie, huile sur toile, 135 × 130 cm[27],[28] ;
  - Le moulin du Merle Blanc à Saint-Germain-sur-Avre, huile sur toile, 60 × 73 cm (inv. 956.010.001)[29].
- Tancrède Synave (1870-1936) :
  - Étude de femme, huile, 126 × 190 cm, 1909 (inv. D 910.2.1)[30],[31].
- Maurice de Vlaminck (1876-1958):
  - La Baie des Trépassés, marine, huile sur toile, 1954, dépôt du FNAC (inv. D 954.001.001)[32],[33],[Note 1].

Peintures du XXe siècle
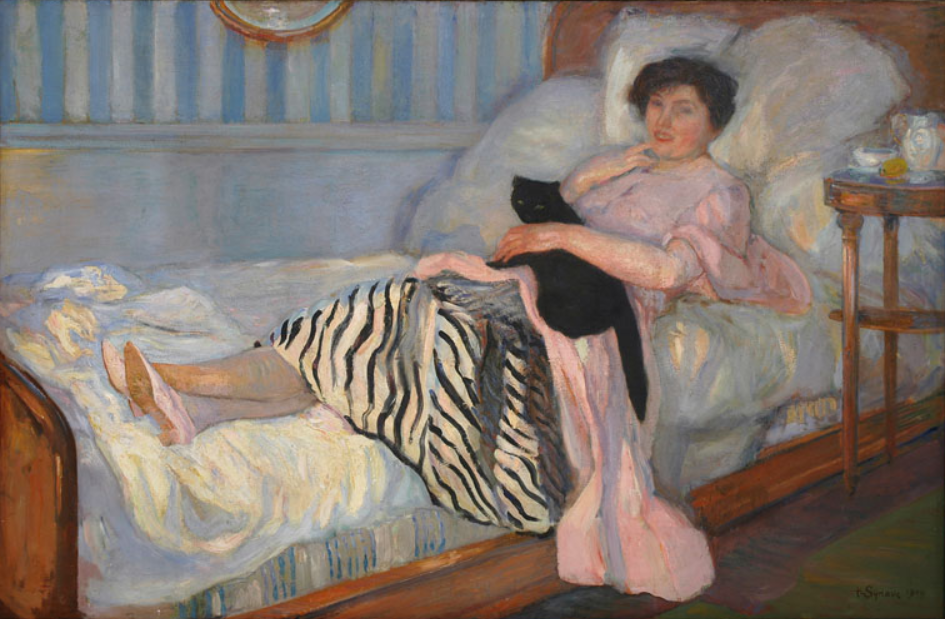
Étude de femme, Tancrède Synave, 1909.
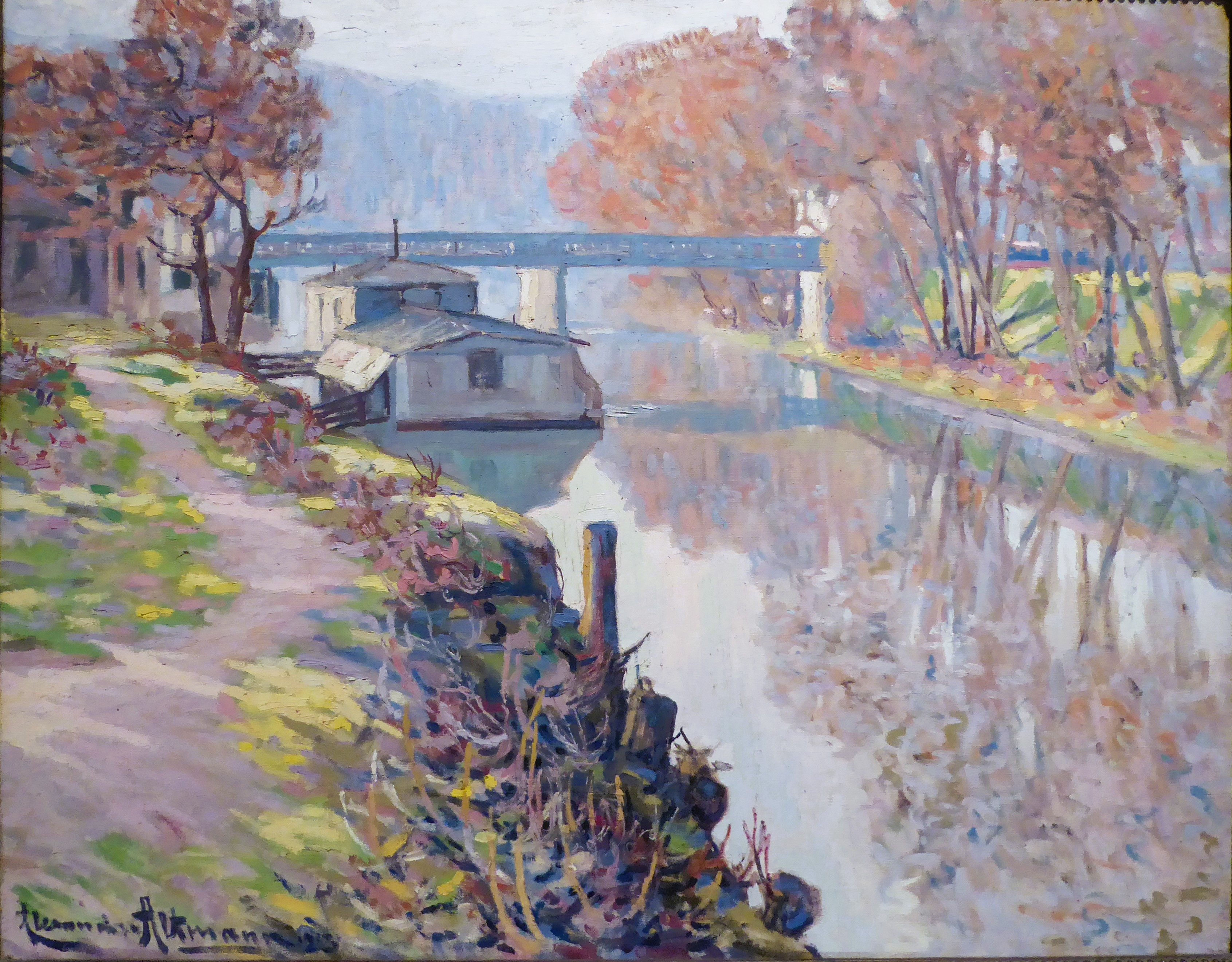
Le Pont de Billancourt, Alexandre Altmann, 1914.
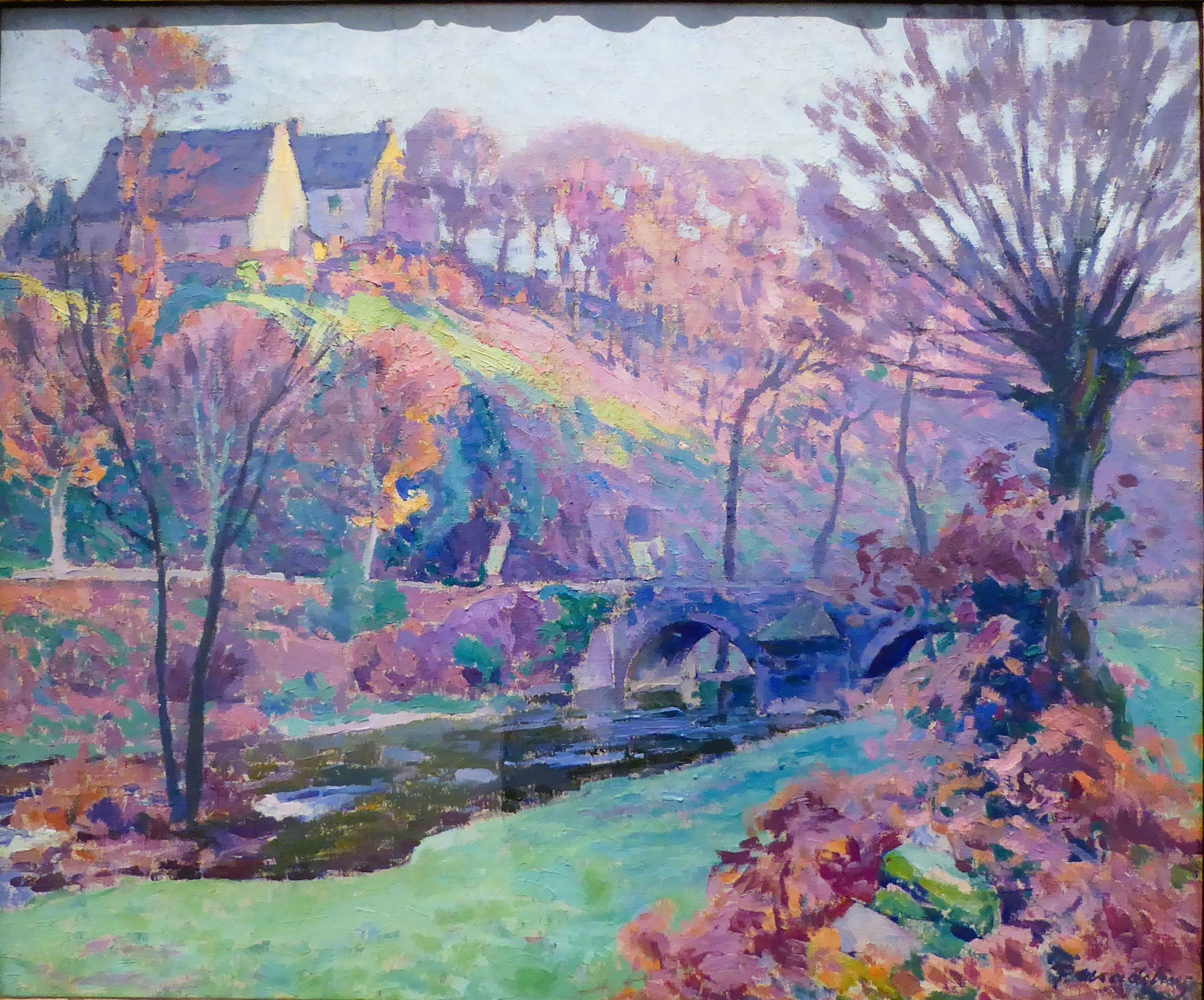
Paysage, Paul Madeline (avant 1920).
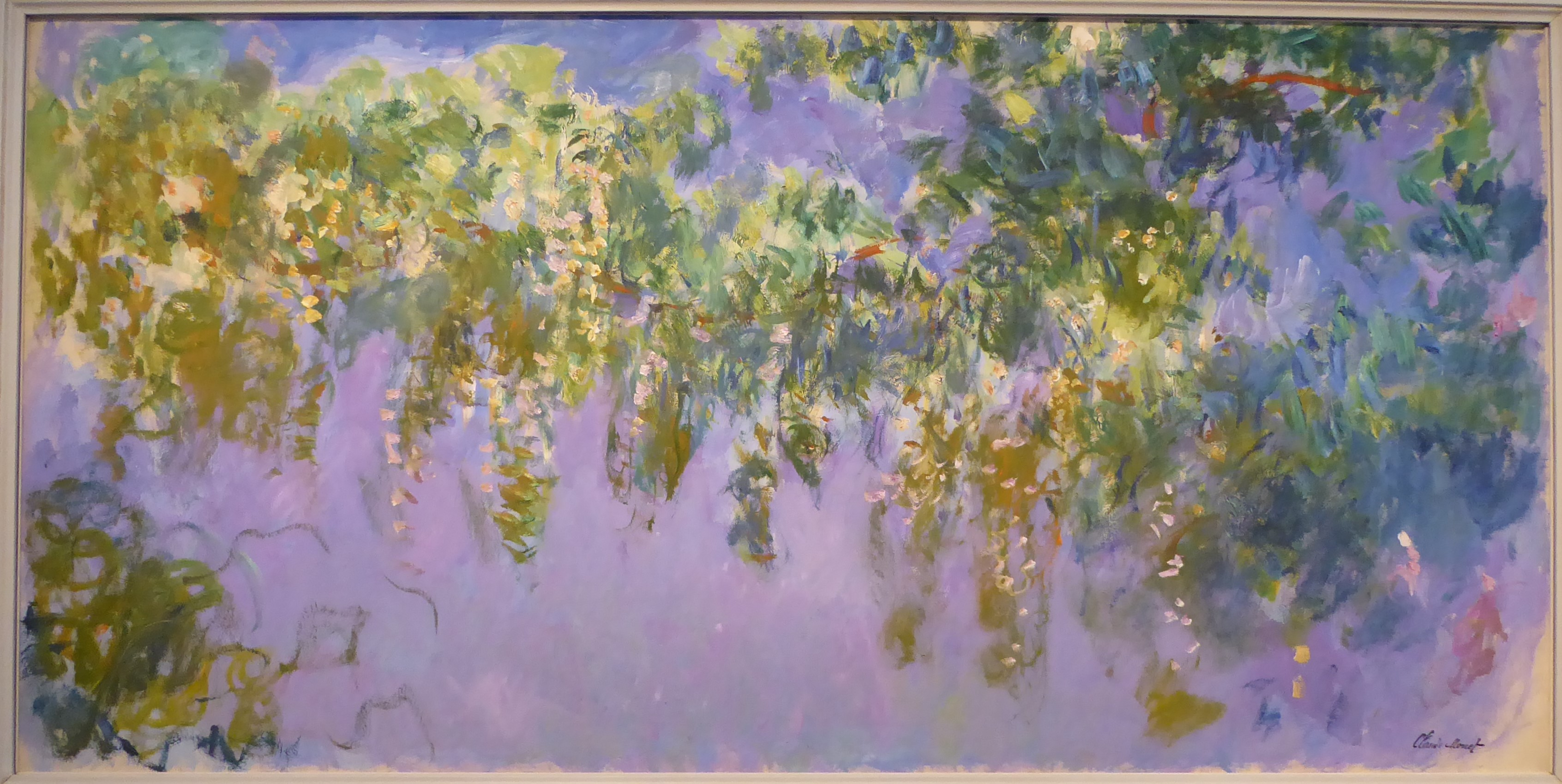
Étude de Glycines, Claude Monet, 1919-1920.

### Sculpture

#### Chapiteaux de l'ancienne collégiale Saint-Étienne de Dreux
- Ce chapiteau du XIIe siècle est classé monument historique à titre d'objet[34].

Nativité, Annonciation et Annonce aux bergers
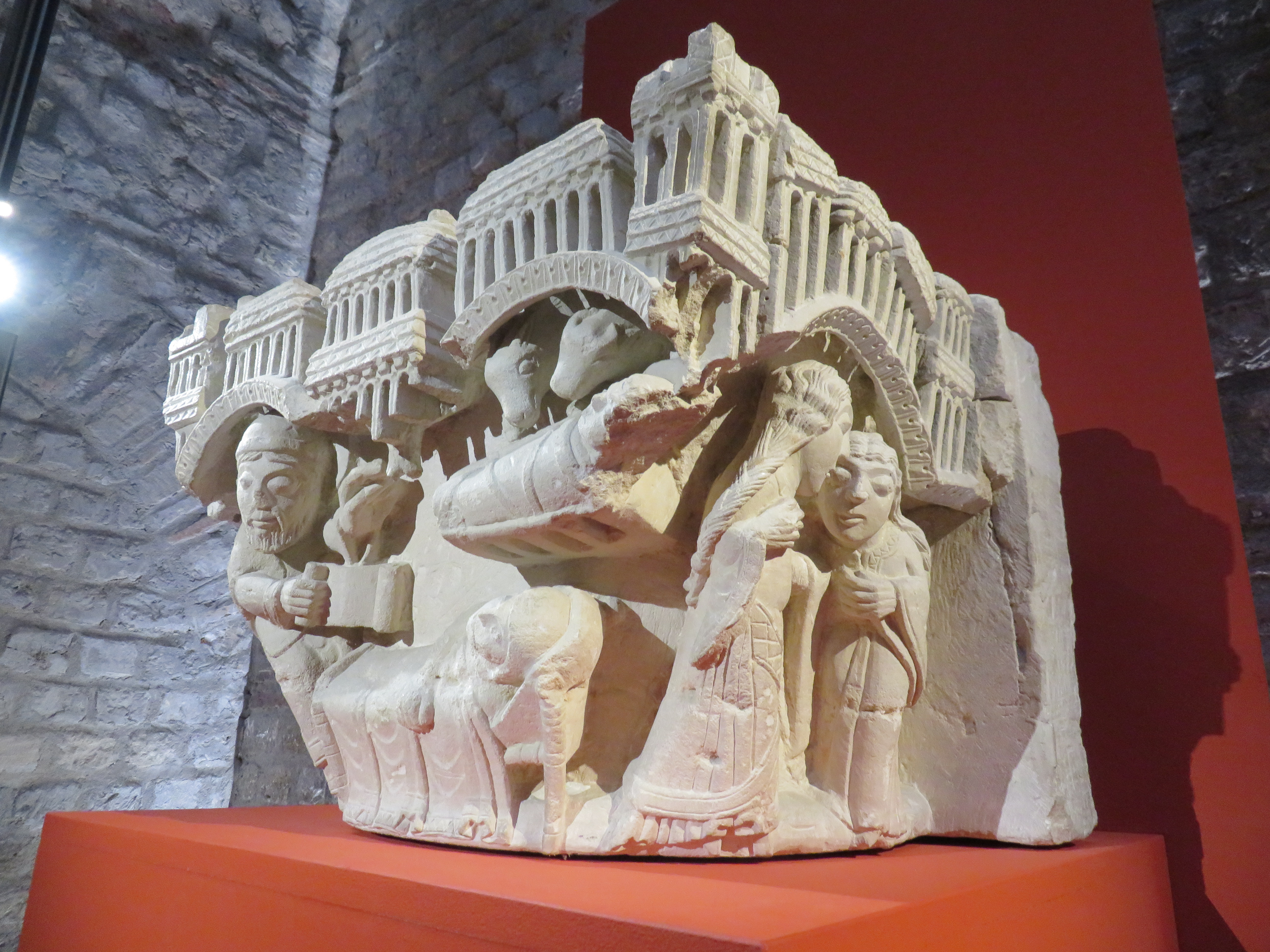
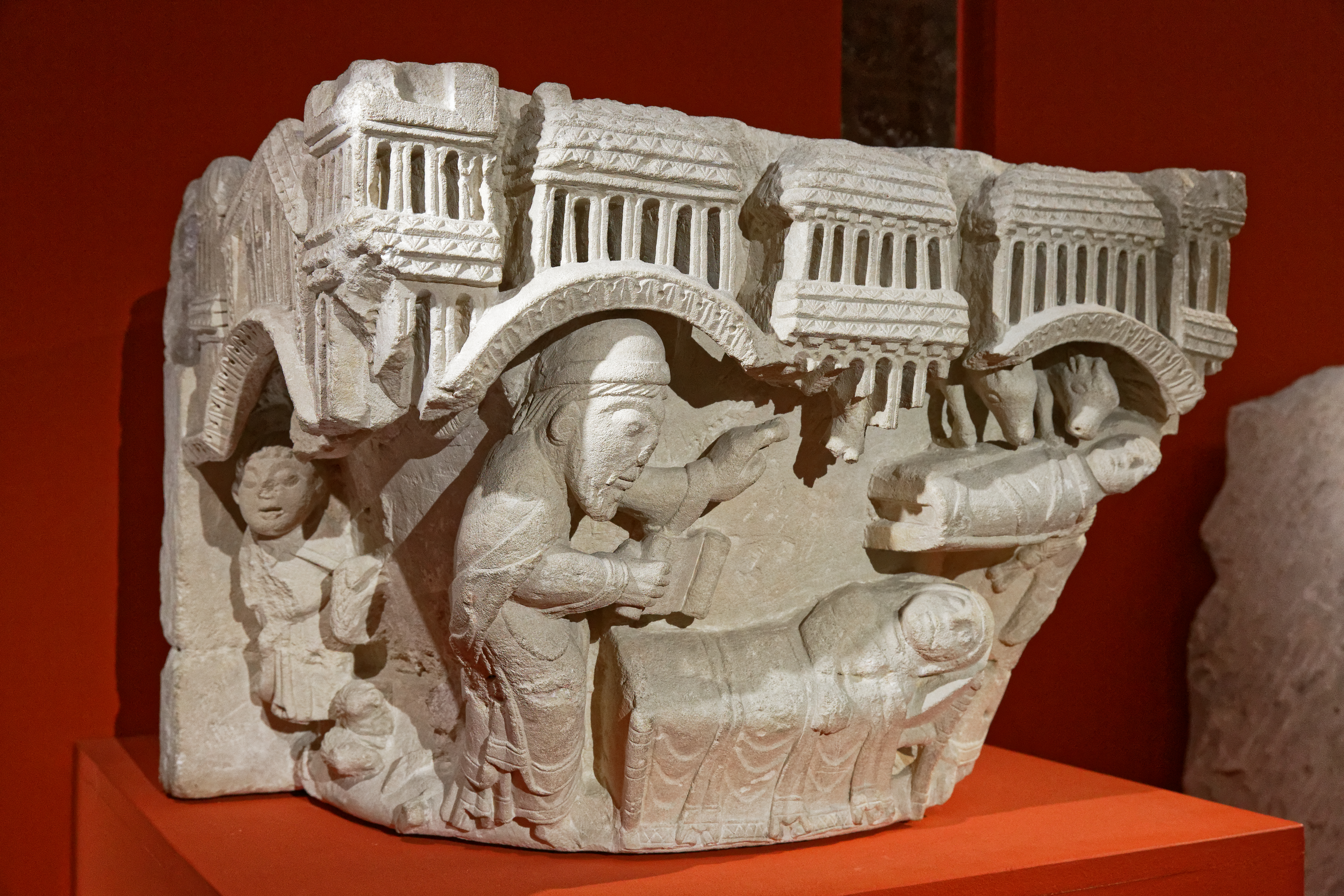
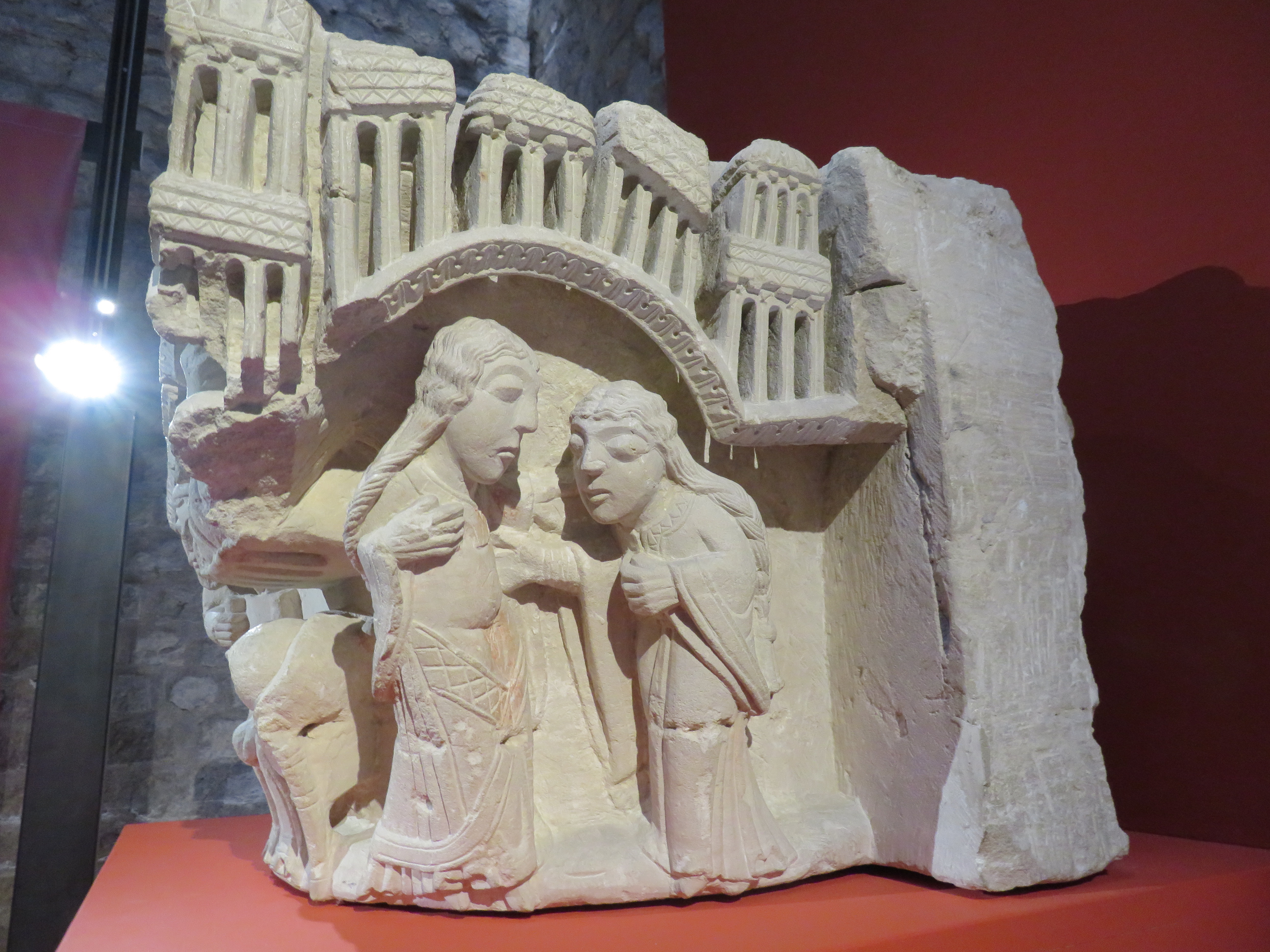

- Chapiteau transformé en bénitier, les saintes femmes au tombeau, pierre taillée, décor en haut relief, hauteur 45 cm, largeur 66 cm, profondeur 41 cm, milieu XIIe siècle, provient de l'ancienne collégiale Saint-Étienne de Dreux,  Classé MH (1906)[35] (déplacé de l'église Saint-Pierre de Dreux en 2014).

#### Autres œuvres
La collection de sculpture comprend également :
- Saint Jacques le Majeur, bois polychrome, XVIe siècle ;
- Buste de Jean Rotrou de Caffieri, XVIIIe siècle ;
- Buste de Louis-Philippe de James Pradier, 1845 ;
- Buste de Marie-Amélie de François-Joseph Bosio ;
- Gisant de la duchesse d'Alençon de Barrias, 1904  Classé MH (2014)[36],[Note 2] ;
- Buste d'Adolphe Thiers de Albert-Ernest Carrier-Belleuse[37].

Collection de sculpture
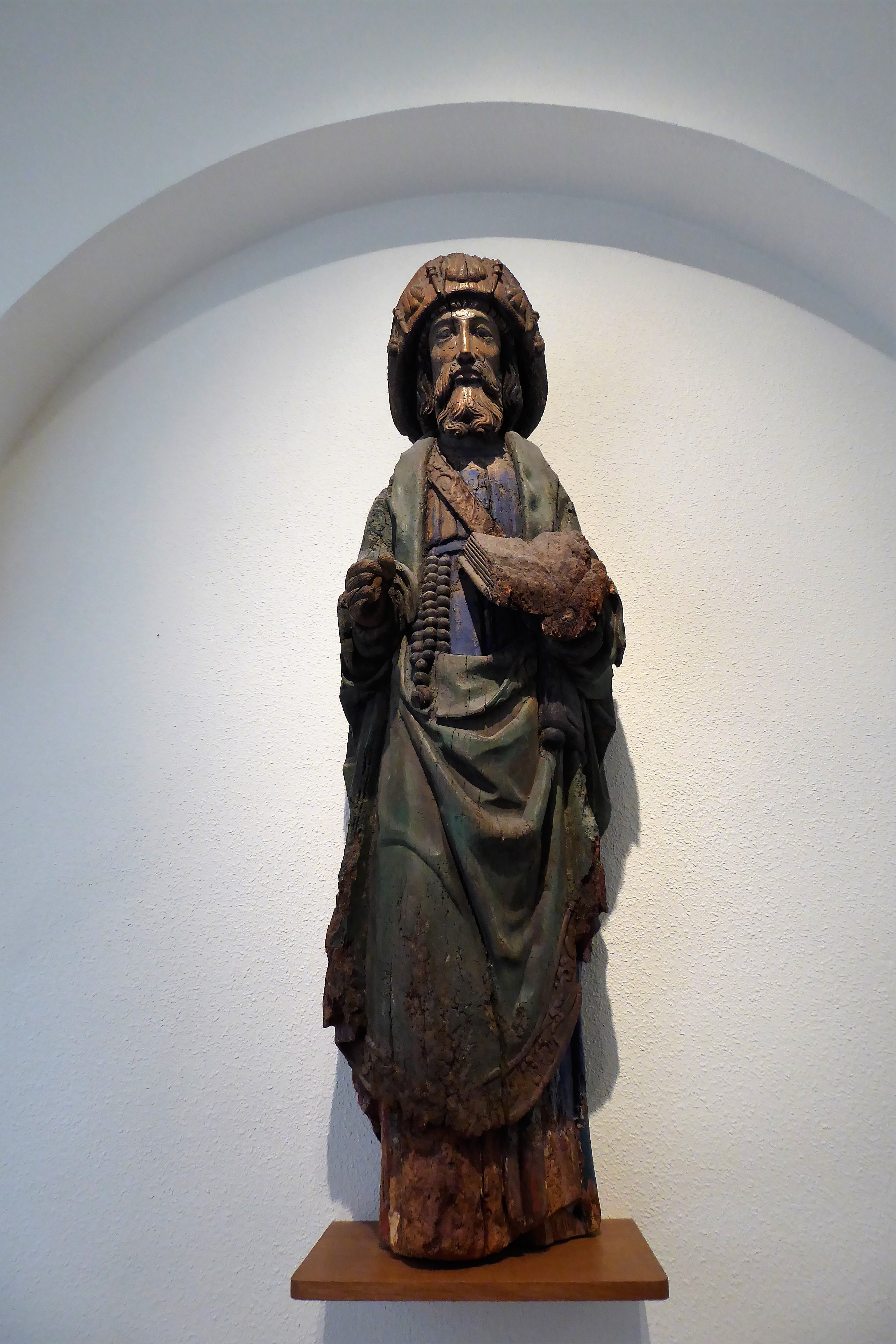
Saint Jacques le Majeur.
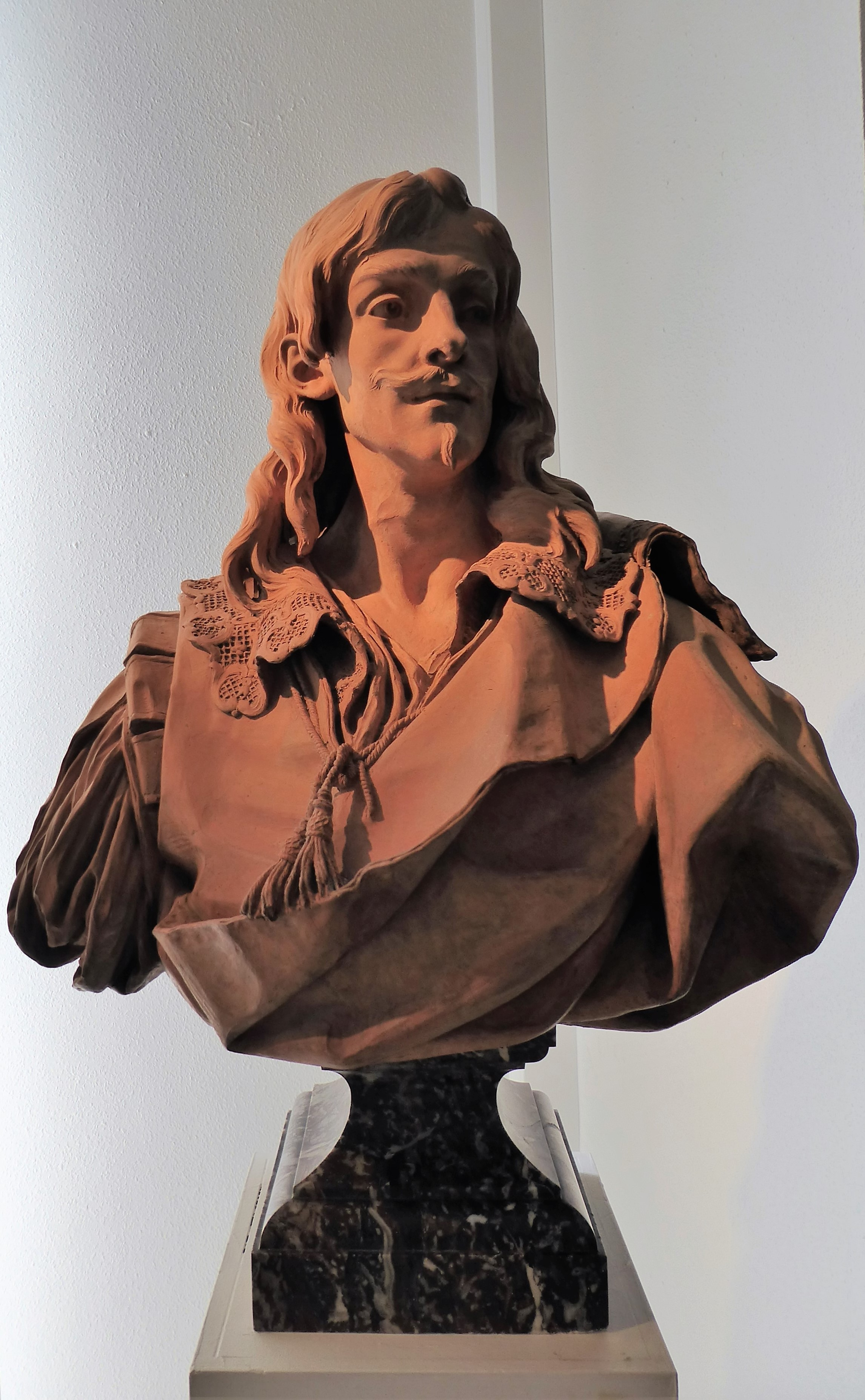
Jean Rotrou de Caffieri.
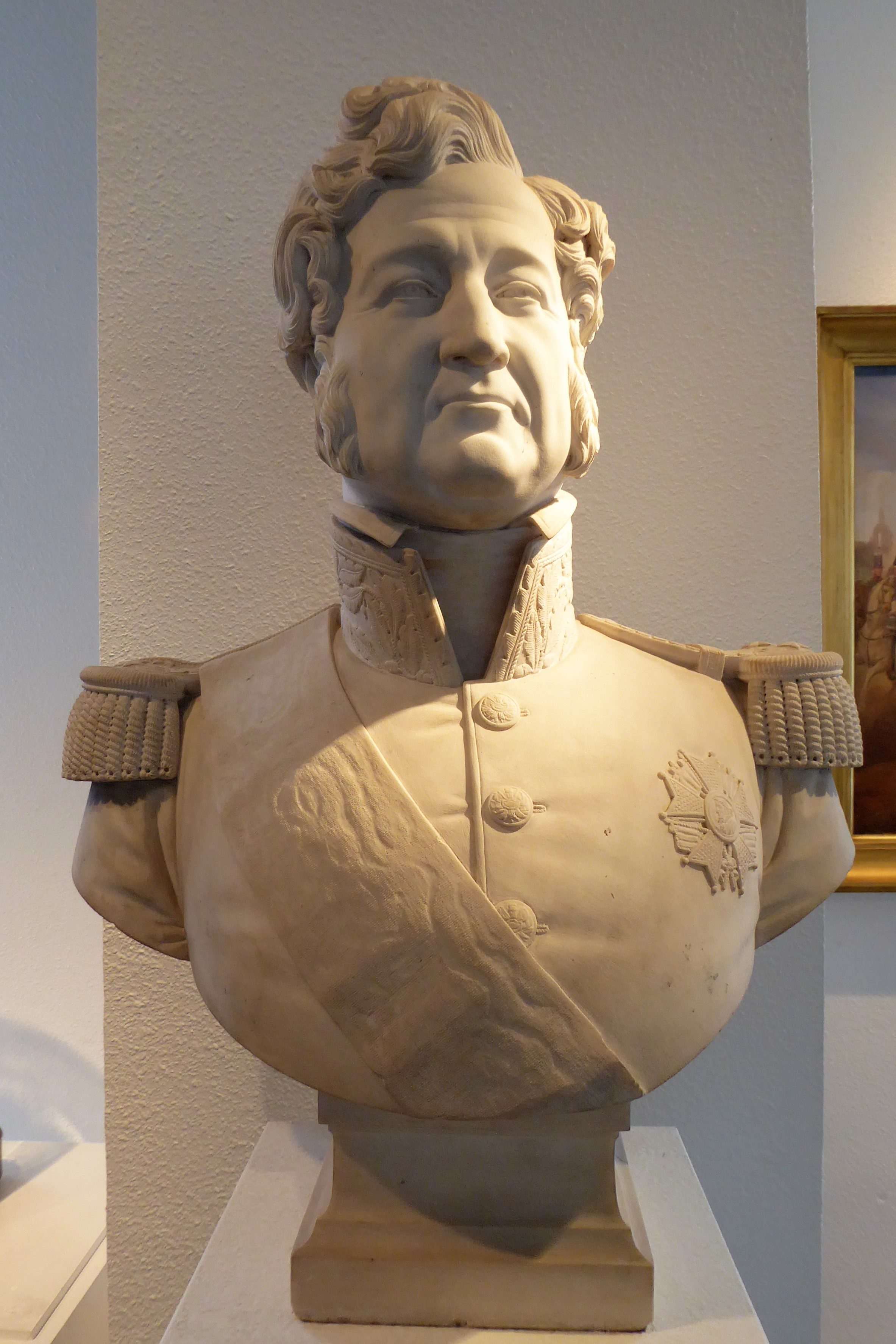
Louis-Philippe de James Pradier.
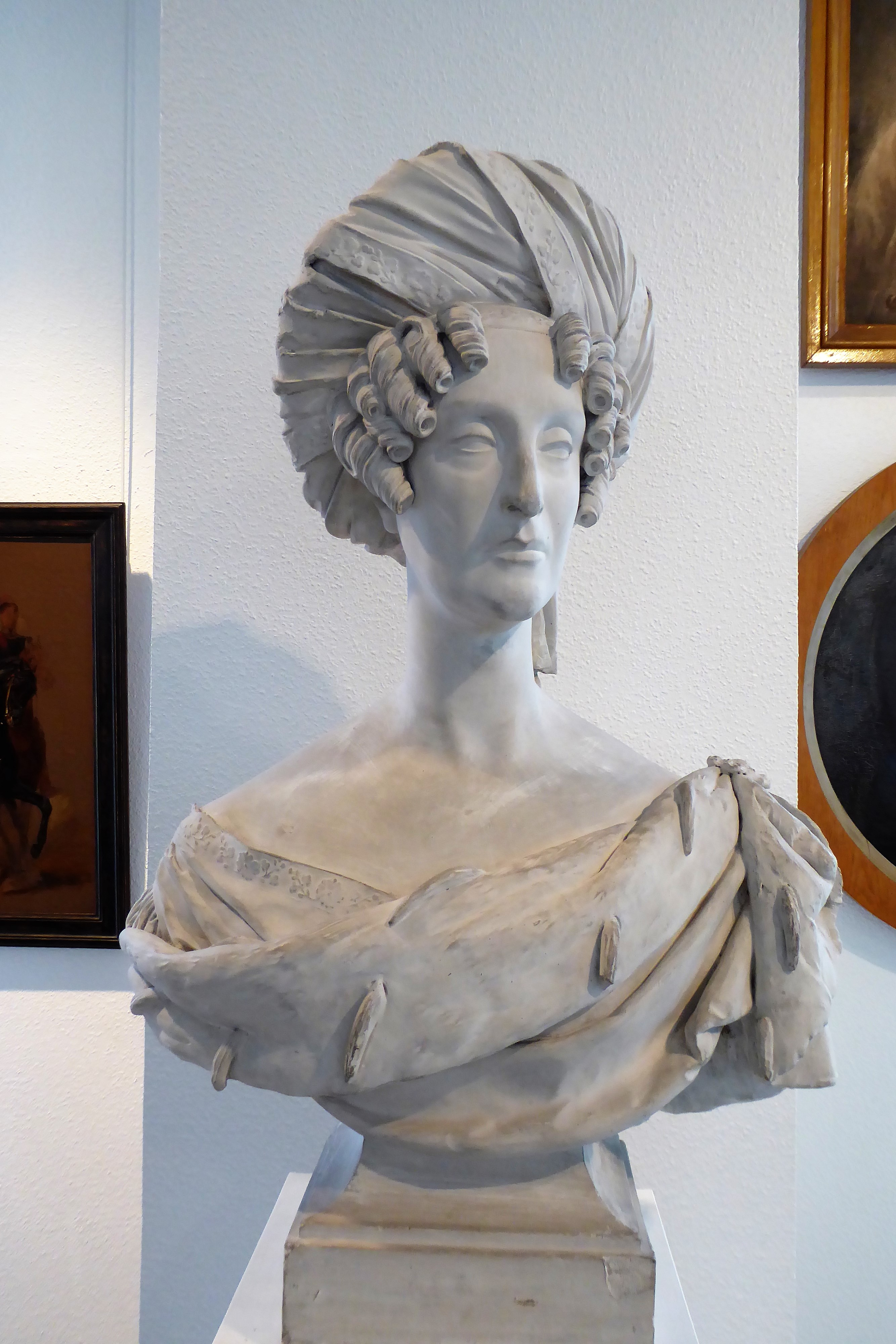
Marie-Amélie de François-Joseph Bosio.
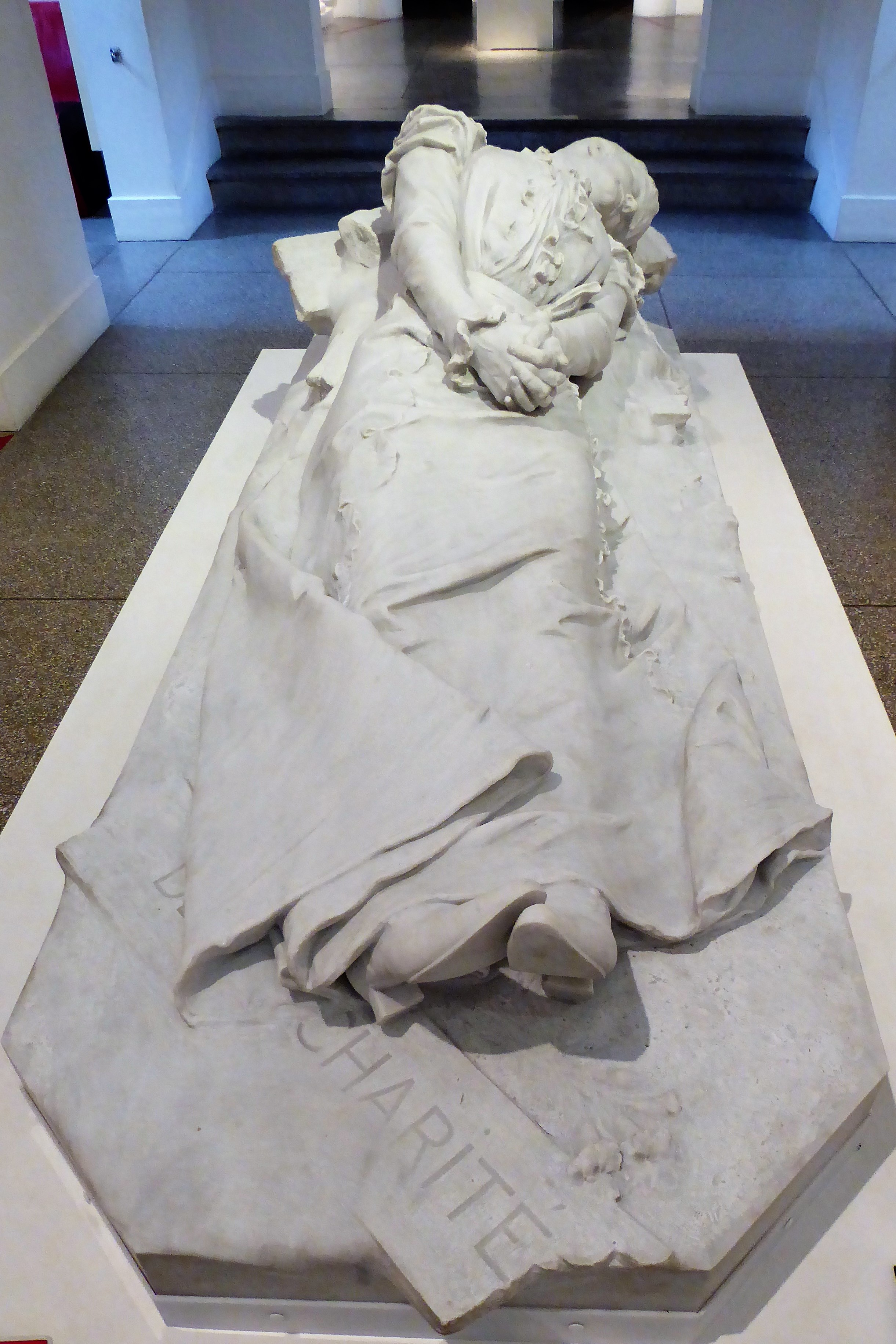
Gisant de la duchesse d'Alençon de Barrias.
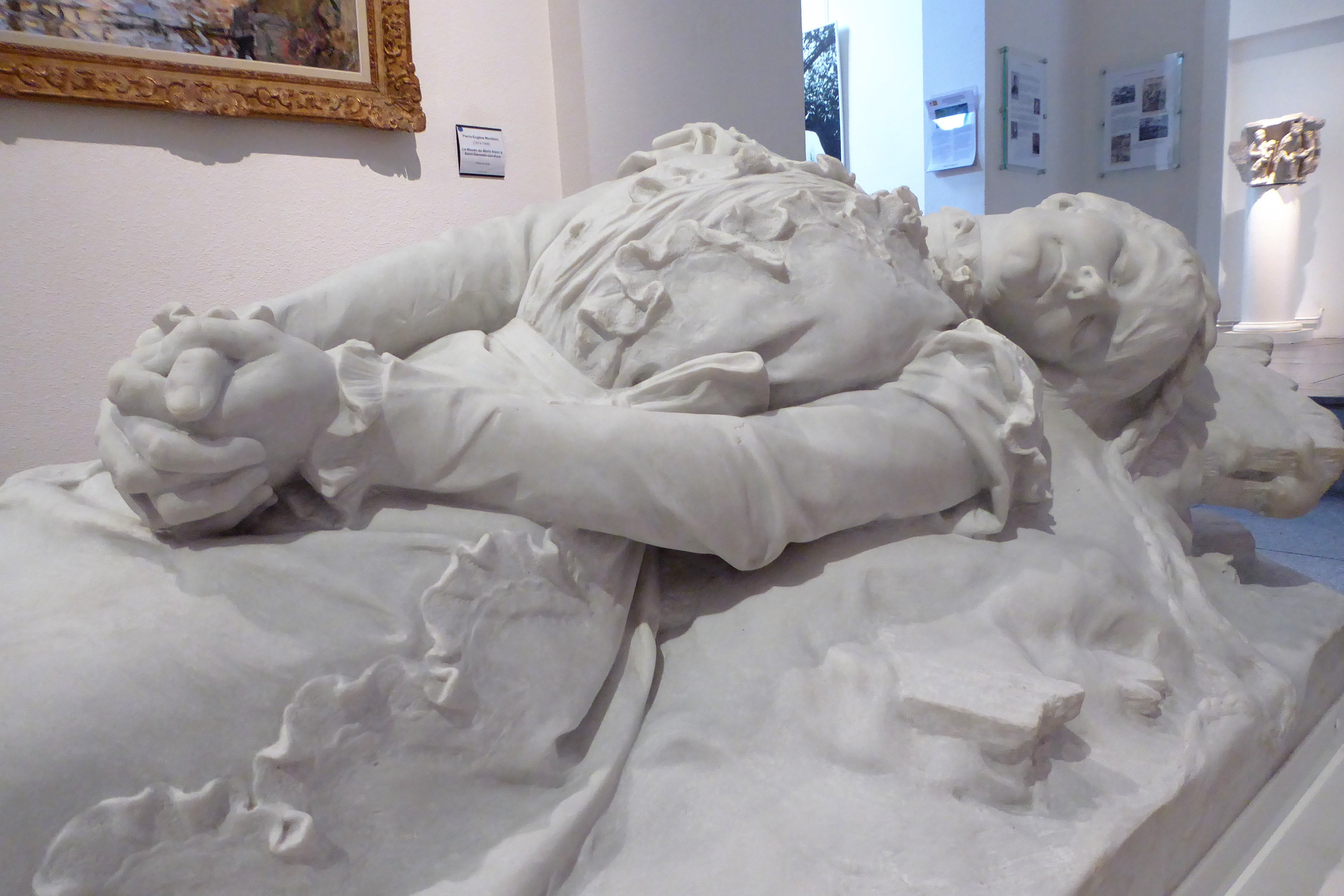
Détail.

### Ancienne chapelle de l'hôtel-Dieu
Ce lieu d'exposition conserve la Bataille de Dreux d'Auguste-Hyacinthe Debay (1804-1865), huile sur toile monumentale (5,35 × 6,80 m) offerte par Louis-Philippe en 1846, qui fait partie des collections du musée,.

## Expositions temporaires
- 2023 : Éden urbain, 2e accrochage citoyen
- 2022 : Femmes influentes, 1er accrochage citoyen
- 2021 : D’encre et de papier, Victor Hugo en goguette
- 2020 : Vlaminck, le tumulte de la matière
- 2019 : Les Métezeau, une dynastie d’architectes de la Renaissance
- 2018 : Trésors cachés
- 2017 : Dreux en Fête ! Spectacles et carnavals du moyen Âge à nos jours
- 2016 : Le Beffroi, 500 ans d’Histoire… et d’histoires
- 2015 : De la Chapelle Saint-Louis à la Chapelle Royale
- 2014 : Les affiches et la guerre : Un miroir du vrai ?
- 2013 : Portraits peints, Portraits gravés
- 2012 : Rêves d’Orient et les acquisitions récentes du Musée